# FC Barcelona
Câu lạc bộ bóng đá Barcelona (phát âm tiếng Catalunya: [fubˈbɔl ˈklub bəɾsəˈlonə] ⓘ), thường được biết đến với tên gọi tắt Barcelona, hay đơn giản là Barça ([ˈbaɾsə]), là một câu lạc bộ bóng đá chuyên nghiệp có trụ sở tại Barcelona, Catalunya, Tây Ban Nha, thi đấu tại La Liga, giải đấu hàng đầu của bóng đá Tây Ban Nha.
Được thành lập vào năm 1899 bởi một nhóm các cầu thủ bóng đá Thụy Sĩ, Catalan, Đức và Anh do Joan Gamper lãnh đạo, câu lạc bộ đã trở thành một biểu tượng của văn hóa Catalan và chủ nghĩa Catalan, do đó có phương châm "Més que un club" ("Hơn cả một câu lạc bộ"). Không giống như nhiều câu lạc bộ bóng đá khác, những người ủng hộ sở hữu và điều hành Barcelona. Đây là đội thể thao có giá trị thứ tư trên thế giới, trị giá 4,76 tỷ đô la và là câu lạc bộ bóng đá giàu thứ tư thế giới về doanh thu, với doanh thu hàng năm là 582,1 triệu euro. Bài ca chính thức của Barcelona là "Cant del Barça", được viết bởi Jaume Picas và Josep Maria Espinàs. Theo truyền thống, Barcelona thi đấu với màu xanh đậm và các sọc màu hồng lựu, do đó có biệt danh là Blaugrana.
Trong nước, Barcelona đã giành được kỷ lục 77 danh hiệu: 27 La Liga, 31 Copa del Rey, 14 Supercopa de España, 3 Copa Eva Duarte và 2 Copa de la Liga, cũng như là người giữ kỷ lục cho 4 giải đấu sau này. Ở các giải đấu quốc tế cấp câu lạc bộ, câu lạc bộ đã giành được 22 danh hiệu châu Âu và toàn cầu: năm danh hiệu UEFA Champions League, kỷ lục bốn UEFA Cup Winners' Cup, kỷ lục chung năm UEFA Super Cup, kỷ lục ba Inter-Cities Fairs Cup, kỷ lục chung hai Latin Cup và ba FIFA Club World Cup. Barcelona được xếp hạng đầu tiên trong Bảng xếp hạng thế giới của Liên đoàn Lịch sử & Thống kê Bóng đá Quốc tế cho các năm 1997, 2009, 2011, 2012 và 2015, đồng thời chiếm vị trí thứ bảy trên bảng xếp hạng câu lạc bộ của UEFA tính đến  tháng 5 năm 2023. Câu lạc bộ có mối thù truyền kiếp với Real Madrid, và các trận đấu giữa hai đội được gọi là El Clásico.
Barcelona là một trong những đội được hỗ trợ rộng rãi nhất trên thế giới và câu lạc bộ có một trong những phương tiện truyền thông xã hội lớn nhất trên thế giới giữa các đội thể thao. Các cầu thủ Barcelona đã giành được kỷ lục 12 giải thưởng Quả bóng vàng, với những người nhận giải bao gồm Johan Cruyff, cũng như kỷ lục 7 giải thưởng Cầu thủ xuất sắc nhất thế giới của FIFA, với những người chiến thắng bao gồm Romário, Ronaldo, Rivaldo và Ronaldinho. Năm 2010, ba cầu thủ đến từ lò đào tạo trẻ của câu lạc bộ (Lionel Messi, Andrés Iniesta và Xavi) được chọn là ba cầu thủ xuất sắc nhất thế giới trong giải thưởng Quả bóng vàng FIFA, một kỳ tích chưa từng có đối với các cầu thủ xuất thân từ cùng một học viện bóng đá. Ngoài ra, các cầu thủ đại diện cho câu lạc bộ đã giành được kỷ lục 8 giải thưởng Chiếc giày vàng châu Âu.
Barcelona là một trong ba thành viên sáng lập của Primera División chưa bao giờ bị xuống hạng kể từ khi thành lập vào năm 1929, cùng với Athletic Bilbao và Real Madrid. Năm 2009, Barcelona trở thành câu lạc bộ Tây Ban Nha đầu tiên giành cú ăn ba châu lục bao gồm La Liga, Copa del Rey và UEFA Champions League, đồng thời trở thành câu lạc bộ bóng đá Tây Ban Nha đầu tiên vô địch sáu trong sáu giải đấu trong một năm, bởi cũng giành được Supercopa de España, UEFA Super Cup, và FIFA Club World Cup. Năm 2011, câu lạc bộ lại trở thành nhà vô địch châu Âu, giành được 5 danh hiệu. Đội bóng Barcelona này đã giành được 14 danh hiệu chỉ trong 4 năm dưới thời Pep Guardiola, được một số người trong giới thể thao coi là đội bóng vĩ đại nhất mọi thời đại. Với việc giành được chiếc cúp Champions League thứ năm vào năm 2015 dưới thời Luis Enrique, Barcelona đã trở thành câu lạc bộ bóng đá châu Âu đầu tiên trong lịch sử giành được cú ăn ba lục địa hai lần.

## Lịch sử

### 1899–1922: Khởi đầu

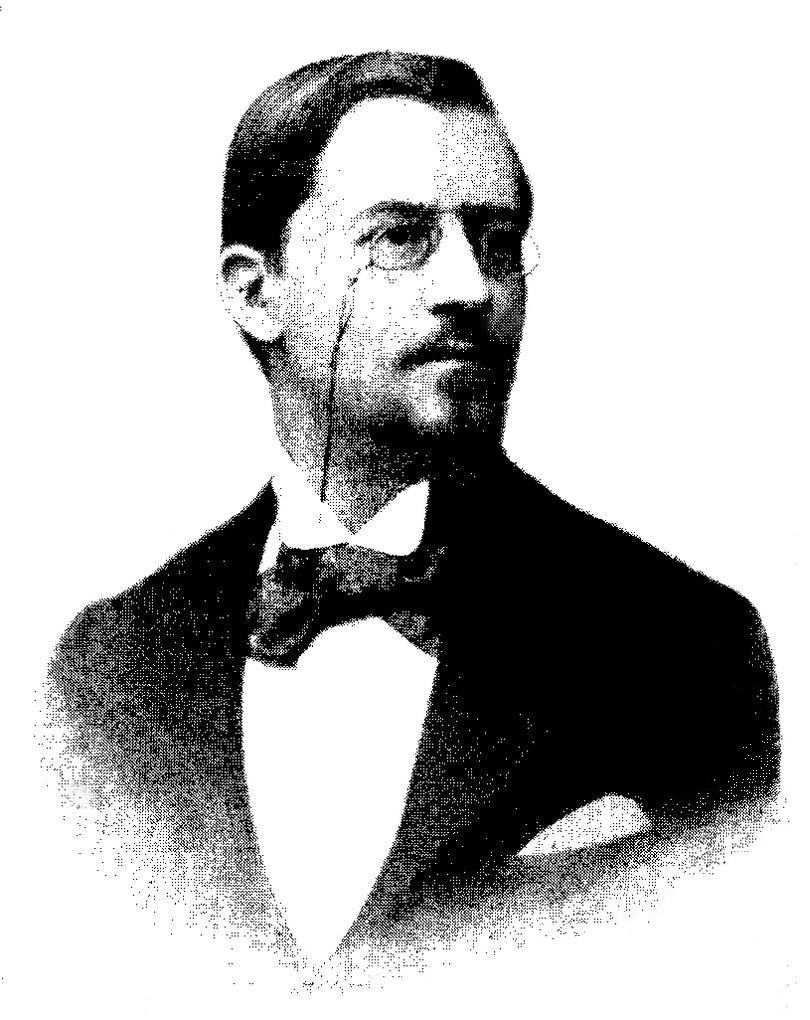
Walter Wild, chủ tịch đầu tiên của câu lạc bộ (1899–1901). Thành tích chính của ông là giúp Barça có sân nhà đầu tiên.

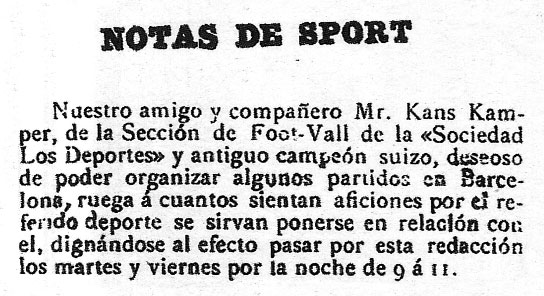
Quảng cáo của Gamper trong Los Deportes
Bản dịch tiếng Việt:
"LƯU Ý THỂ THAO. Bạn và đối tác của chúng tôi, ông Kans Kamper, từ Bộ phận Foot-Vall của 'Sociedad Los Deportes' và cựu vô địch Thụy Sĩ, muốn tổ chức một số trận đấu ở Barcelona, yêu cầu tất cả những ai thích môn thể thao này liên hệ với ông, đến văn phòng này vào các tối thứ Ba và thứ Sáu từ 9 đến 11 giờ."

Vào ngày 22 tháng 10 năm 1899, một người Thụy Sĩ Hans Gamper đã đăng một quảng cáo ở Los Deportes tuyên bố mong muốn thành lập một câu lạc bộ bóng đá; một phản ứng tích cực dẫn đến một cuộc họp tại Gimnasio Solé vào ngày 29 tháng 11. Mười một cầu thủ tham dự – Walter Wild (chủ tịch đầu tiên của câu lạc bộ), Luis de Ossó, Bartomeu Terradas, Otto Kunzle, Otto Maier, Enric Ducal, Pere Cabot, Carles Pujol, Josep Llobet, John Parsons và William Parsons – và Foot-Ball Club Barcelona ra đời.

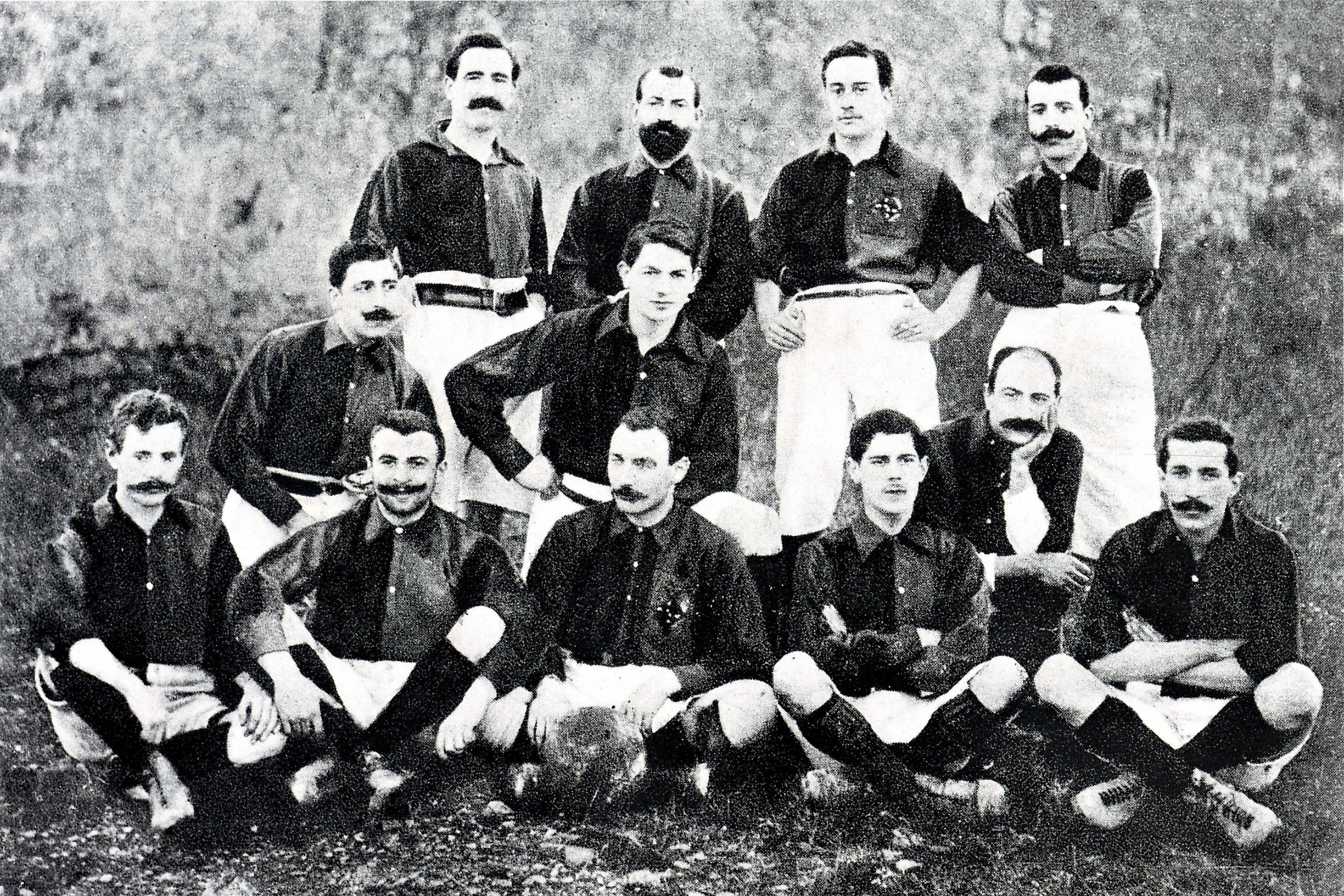
Một đội hình của FC Barcelona năm 1903

FC Barcelona đã có một khởi đầu thành công ở các cúp khu vực và quốc gia, thi đấu ở Campionat de Catalunya và Copa del Rey. Năm 1901, câu lạc bộ tham gia giải đấu bóng đá đầu tiên được tổ chức trên bán đảo Iberia, Copa Macaya, suýt thua Hispania AC, nhưng vào năm sau, Barça đã vô địch giải đấu, chiếc cúp bạc đầu tiên của câu lạc bộ, và sau đó tham dự Copa del Rey đầu tiên, thua 1–2 trước Bizcaya (sự kết hợp giữa các cầu thủ của Athletic Club và Bilbao FC) trong trận chung kết. Năm 1908, Hans Gamper – bây giờ được gọi là Joan Gamper - trở thành chủ tịch câu lạc bộ trong một nỗ lực tuyệt vọng để cứu Barcelona khỏi sự diệt vong, nhận thấy câu lạc bộ đang gặp khó khăn không chỉ trên sân cỏ mà còn về tài chính và xã hội, sau khi không giành được chiến thắng nào kể từ Campionat de Catalunya năm 1905. Ông ấy nói trong một cuộc họp: "Barcelona không thể chết và không được chết. Nếu không có ai cố gắng, thì tôi sẽ đảm nhận trách nhiệm điều hành câu lạc bộ từ bây giờ." Chủ tịch câu lạc bộ trong năm lần riêng biệt từ năm 1908 đến năm 1925, ông đã dành tổng cộng 25 năm để lãnh đạo. Một trong những thành tựu chính của anh ấy là đảm bảo Barça có được sân vận động của riêng mình và do đó tạo ra thu nhập ổn định.
Vào ngày 14 tháng 3 năm 1909, đội chuyển đến Camp de la Indústria, một sân vận động có sức chứa 8.000 người. Để chào mừng môi trường xung quanh mới của họ, câu lạc bộ đã tổ chức một cuộc thi biểu trưng vào năm sau. Carles Comamala đã giành chiến thắng trong cuộc thi, và gợi ý của anh ấy đã trở thành huy hiệu mà câu lạc bộ vẫn đeo – với một số thay đổi nhỏ – cho đến ngày nay.
Sân vận động được coi là yếu tố chính giúp câu lạc bộ phát triển trong những năm 1910 và trở thành một đội thống trị, vô địch ba giải Campionats de Catalunya liên tiếp từ 1909 đến 1911, ba Copa del del Rey trong bốn năm từ 1910 đến 1913, và bốn cúp Pyrenees liên tiếp từ năm khai mạc 1910 đến 1913, đây là một trong những cúp câu lạc bộ quốc tế sớm nhất ở châu Âu vì nó bao gồm các đội mạnh nhất của Languedoc, Midi và Aquitaine (miền Nam nước Pháp), Xứ Basque và Catalonia; tất cả đều là cựu thành viên của Marca Hispanicavùng đất. Cuộc thi là uy tín nhất trong thời kỳ đó. Những nhân vật đáng chú ý của đội bóng vĩ đại đầu tiên của Barça bao gồm Carles Comamala, Alfredo Massana, Amechazurra, Paco Bru and Jack Greenwell. Sau này trở thành huấn luyện viên chính thức đầu tiên của câu lạc bộ vào năm 1917.
Trong cùng thời gian, câu lạc bộ đã thay đổi ngôn ngữ chính thức từ Castilian sang tiếng Catalan và dần dần phát triển thành một biểu tượng quan trọng của bản sắc Catalan. Đối với nhiều người hâm mộ, việc tham gia vào câu lạc bộ ít liên quan đến bản thân trò chơi mà hơn thế nữa là trở thành một phần bản sắc tập thể của câu lạc bộ. Vào ngày 4 tháng 2 năm 1917, câu lạc bộ tổ chức trận đấu tưởng nhớ đầu tiên để vinh danh Ramón Torralba, người đã thi đấu từ năm 1913 đến năm 1928. Trận đấu diễn ra với đội bóng địa phương Terrassa, nơi Barcelona giành chiến thắng với tỷ số 6–2.

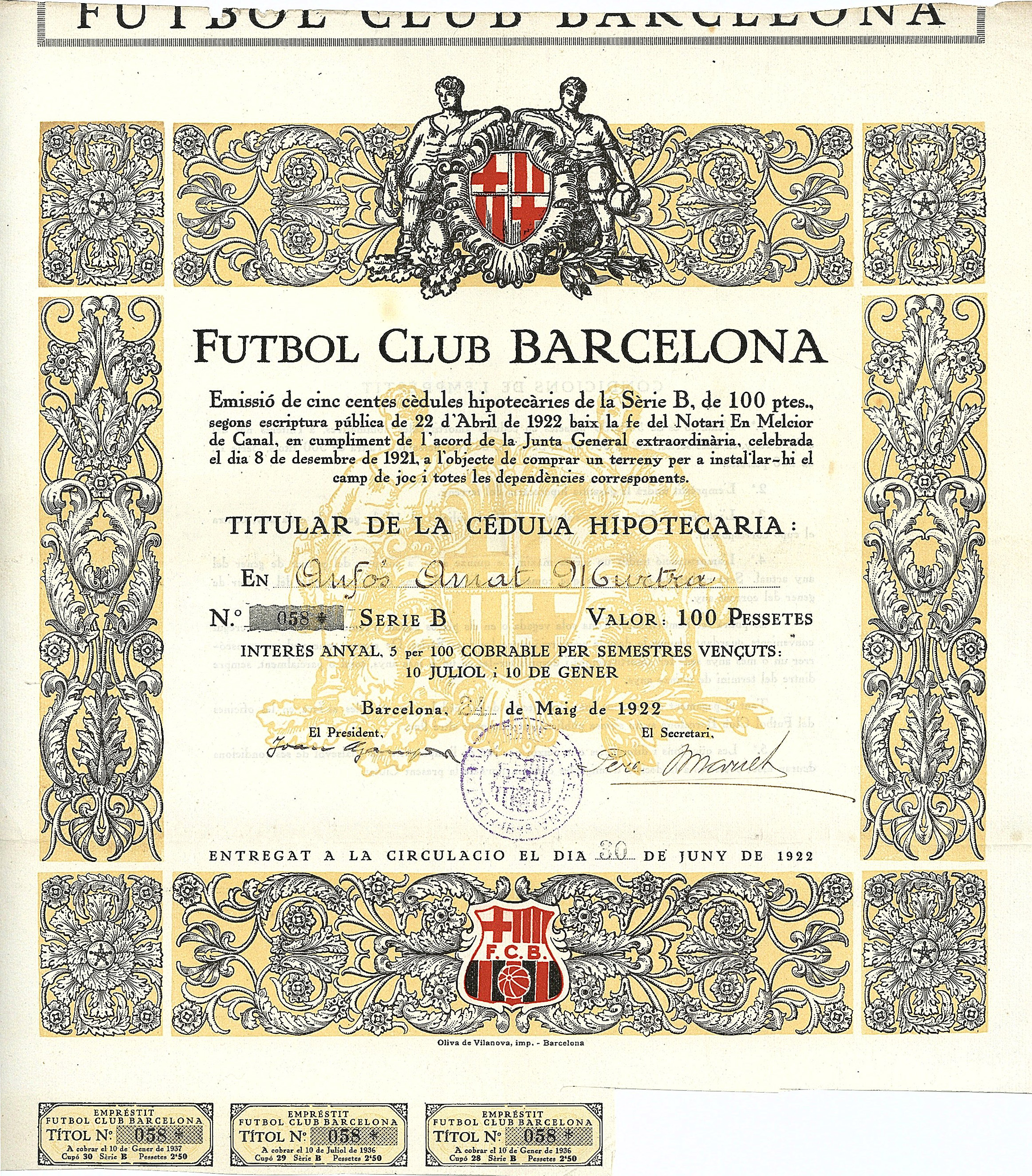
Trái phiếu thế chấp của Futbol Club Barcelona với giá 100 pesetas, phát hành ngày 24 tháng 5 năm 1922 tại Barcelona, được ký với tư cách là chủ tịch trong bản gốc bởi người sáng lập câu lạc bộ Joan Gamper

Gamper đồng thời phát động chiến dịch tuyển thêm thành viên câu lạc bộ và đến năm 1922, câu lạc bộ đã có hơn 20.000 người, những người đã giúp tài trợ cho một sân vận động mới. Câu lạc bộ sau đó chuyển đến Les Cortes mới, nơi họ khánh thành cùng năm. Les Cortes có sức chứa ban đầu là 30.000, đến thập niên 1940 được mở rộng lên 60.000.
Năm 1912, Gamper chiêu mộ Paulino Alcántara, cầu thủ ghi bàn nhiều thứ bảy mọi thời đại của câu lạc bộ, và vào năm 1917, Gamper cũng chiêu mộ Jack Greenwell làm huấn luyện viên toàn thời gian đầu tiên trong lịch sử của Barcelona. Sau lần tuyển dụng này, vận may của câu lạc bộ bắt đầu được cải thiện trên sân và nhanh chóng tận hưởng "thời kỳ hoàng kim" đầu tiên. Cùng với Alcántara, đội Barça dưới thời Greenwell còn có Sagibarba, Ricardo Zamora, Josep Samitier, Félix Sesúmaga and Franz Platko. Đội bóng này đã giành được 9 trên 10 Campionats de Catalunya từ năm 1919 đến 1928 và hai danh hiệu Copa del Rey vào năm 1920 và 1922. Tổng cộng, trong thời kỳ do Gamper dẫn dắt, Barcelona đã giành được 11 Campionats de Catalunya, 6 Copa del Rey và 4 Cúp Pyrenees.

### 1923–1957: Rivera, Cộng hòa và Nội chiến

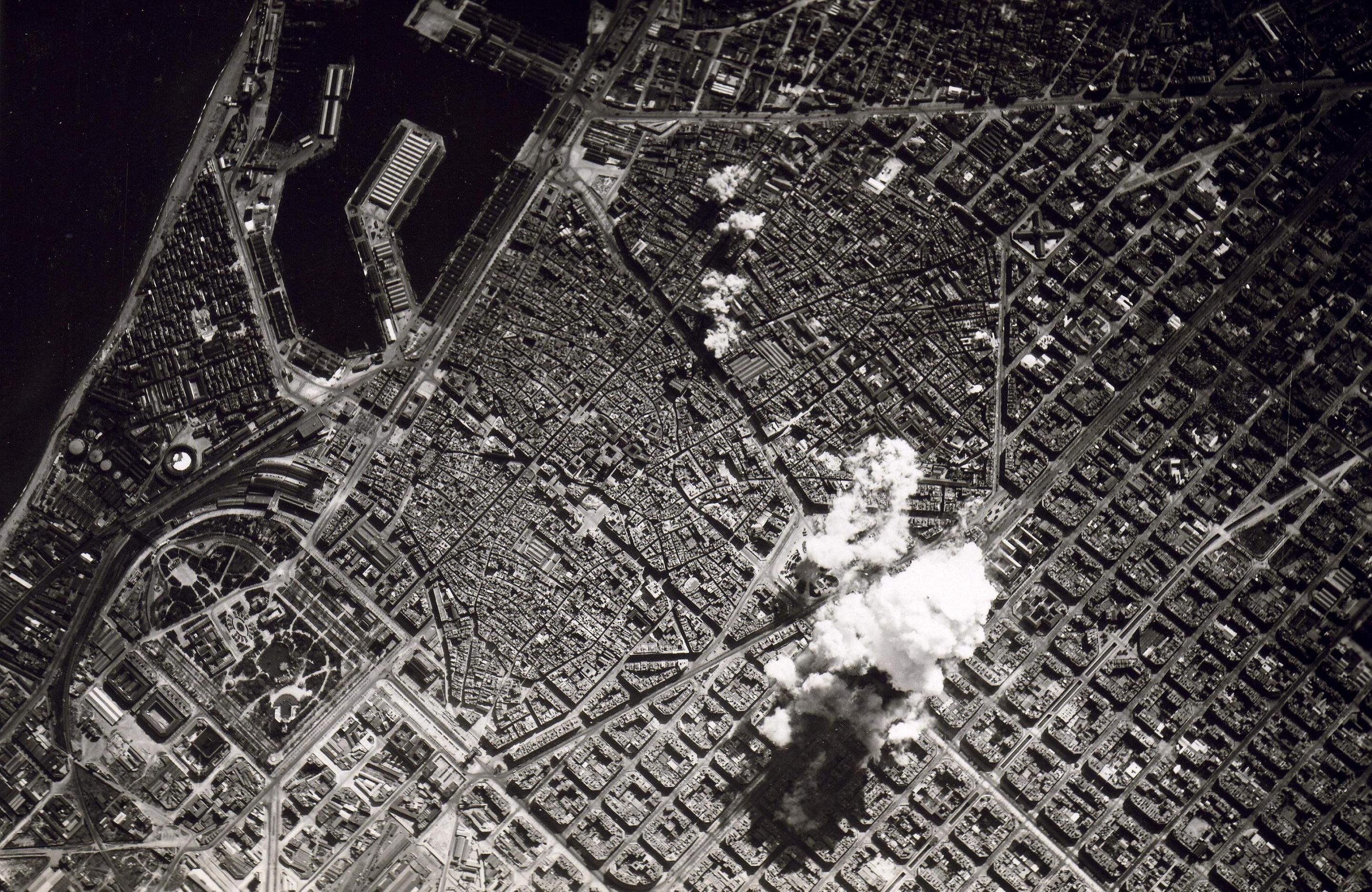
Không kích Barcelona năm 1938

Vào ngày 14 tháng 6 năm 1925, trong một phản ứng tự phát chống lại chế độ độc tài của Primo de Rivera, đám đông trong sân vận động đã chế giễu Cuộc diễu hành Hoàng gia. Để trả đũa, sân đã bị đóng cửa trong sáu tháng và Gamper buộc phải từ bỏ chức vụ chủ tịch câu lạc bộ. Điều này trùng hợp với quá trình chuyển đổi sang bóng đá chuyên nghiệp, và vào năm 1926, các giám đốc của Barcelona lần đầu tiên tuyên bố công khai điều hành một câu lạc bộ bóng đá chuyên nghiệp.

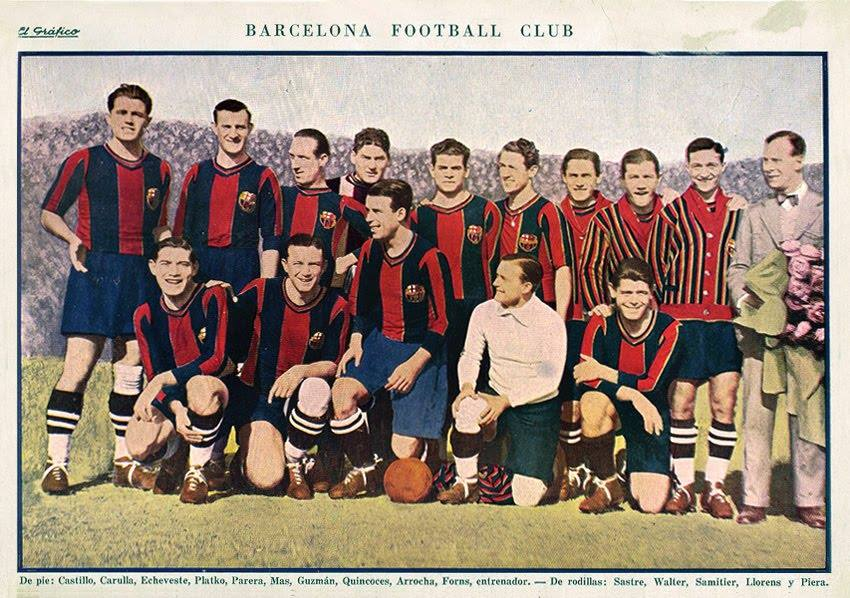
Đội hình của FC Barcelona, xuất bản trên El Gráfico, 1926

Vào ngày 3 tháng 7 năm 1927, câu lạc bộ tổ chức trận đấu tri ân thứ hai cho Paulino Alcántara, gặp đội tuyển quốc gia Tây Ban Nha. Để bắt đầu trận đấu, nhà báo và phi công địa phương Josep Canudas đã thả quả bóng xuống sân từ máy bay của anh ấy. Năm 1928, chiến thắng tại Cúp quốc gia Tây Ban Nha được ăn mừng bằng một bài thơ có tựa đề "Oda a Platko", được viết bởi một thành viên của Thế hệ 27, Rafael Alberti, lấy cảm hứng từ màn trình diễn quả cảm của thủ môn Barcelona, Franz Platko. Ngày 23 tháng 6 năm 1929, Barcelona vô địch giải VĐQG Tây Ban Nha đầu tiên. Một năm sau khi giành chức vô địch, vào ngày 30 tháng 7 năm 1930, Gamper tự tử sau một thời gian trầm cảm do các vấn đề cá nhân và tài chính.
Mặc dù họ tiếp tục có những cầu thủ nổi tiếng như Josep Escolà, câu lạc bộ hiện đang bước vào thời kỳ suy tàn, trong đó xung đột chính trị làm lu mờ thể thao trong toàn xã hội. Số người tham dự các trận đấu giảm xuống do các công dân của Barcelona đang bận thảo luận về các vấn đề chính trị. Mặc dù đội đã vô địch Campionat de Catalunya vào các năm 1930, 1931, 1932, 1934, 1936 và 1938, thành công ở cấp độ quốc gia (ngoại trừ danh hiệu tranh chấp năm 1937) đã lảng tránh họ.
Một tháng sau khi Nội chiến Tây Ban Nha bắt đầu vào năm 1936, một số cầu thủ từ Barcelona đã gia nhập hàng ngũ những người chiến đấu chống lại cuộc nổi dậy của quân đội, cùng với các cầu thủ từ Athletic Bilbao. Vào ngày 6 tháng 8, những người lính Falangist gần Guadarrama đã sát hại chủ tịch câu lạc bộ Josep Sunyol, một đại diện của đảng chính trị ủng hộ độc lập. Anh ta được mệnh danh là kẻ tử vì đạo của chủ nghĩa barcelona, và vụ giết người của anh ta là một thời điểm quyết định trong lịch sử của FC Barcelona và bản sắc xứ Catalan. Vào mùa hè năm 1937, đội đã đi lưu diễn ở Mexico và Hoa Kỳ, nơi nó được tiếp đón với tư cách là đại sứ của Đệ nhị Cộng hòa Tây Ban Nha. Chuyến du đấu giúp câu lạc bộ đảm bảo an toàn tài chính, nhưng cũng dẫn đến việc một nửa đội xin tị nạn ở Mexico và Pháp, khiến đội còn lại khó tranh danh hiệu hơn.
Vào ngày 16 tháng 3 năm 1938, Barcelona hứng chịu một cuộc oanh tạc từ trên không của Lực lượng Không quân Ý, khiến hơn 3.000 người thiệt mạng, với một trong những quả bom đánh trúng văn phòng của câu lạc bộ. Vài tháng sau, Catalonia bị chiếm đóng và là biểu tượng của chủ nghĩa Catalonia "vô kỷ luật", câu lạc bộ, hiện chỉ còn 3.486 thành viên, phải đối mặt với một số hạn chế. Tất cả các dấu hiệu của chủ nghĩa dân tộc khu vực, bao gồm ngôn ngữ, cờ và các dấu hiệu khác của chủ nghĩa ly khai đã bị cấm trên khắp Tây Ban Nha. Cờ Catalan bị cấm và câu lạc bộ bị cấm sử dụng những cái tên không phải tiếng Tây Ban Nha. Những biện pháp này buộc câu lạc bộ phải đổi tên thành Club de Fútbol Barcelona và gỡ bỏ lá cờ Catalan khỏi biểu tượng của nó.

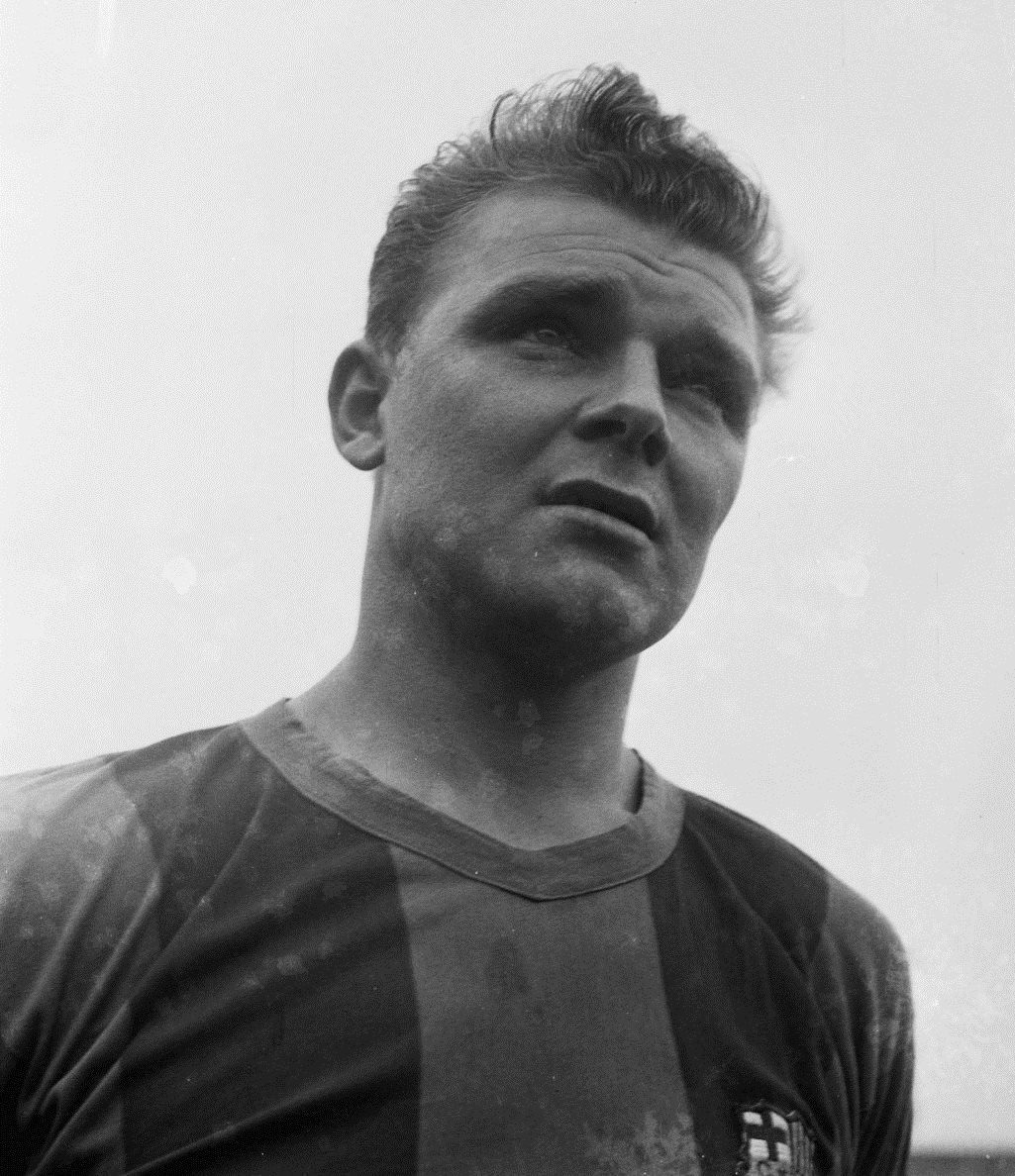
Một tiền đạo sung mãn, László Kubala đã dẫn dắt Barcelona đến thành công trong những năm 1950. Tượng của ông được dựng bên ngoài Camp Nou.

Năm 1943, Barcelona đối đầu với kình địch Real Madrid trong trận bán kết Copa del Generalísimo (nay là Copa del Rey). Trận đầu tiên tại Les Corts, Barcelona đã thắng 3–0. Real Madrid đã giành chiến thắng một cách thoải mái trong trận lượt về, đánh bại Barcelona với tỷ số 11–1. Theo tay viết bóng đá Sid Lowe, "Có tương đối ít đề cập đến trận đấu [kể từ] và đó không phải là kết quả được tổ chức đặc biệt ở Madrid. Thật vậy, tỷ số 11–1 chiếm một vị trí nổi bật hơn nhiều trong Lịch sử của Barcelona. Đây là trận đấu đầu tiên xác định Madrid là đội của chế độ độc tài và Barcelona là nạn nhân của nó." Nhà báo địa phương Paco Aguilar đã cáo buộc rằng các cầu thủ của Barcelona đã bị cảnh sát đe dọa trong phòng thay đồ, mặc dù không có gì được chứng minh.
Bất chấp tình hình chính trị khó khăn, CF Barcelona đã đạt được thành công đáng kể trong những năm 1940 và 1950. Năm 1945, với Josep Samitier là huấn luyện viên và các cầu thủ như César, Ramallets và Velasco, họ vô địch La Liga lần đầu tiên kể từ năm 1929. Họ có thêm hai danh hiệu nữa vào năm 1948 và 1949. Năm 1949, họ cũng giành được Copa đầu tiên tiếng Latinh. Tháng 6 năm 1950, Barcelona ký hợp đồng với László Kubala, người sẽ trở thành một nhân vật quan trọng của câu lạc bộ.
Vào một ngày Chủ nhật mưa năm 1951, đám đông rời sân vận động Les Corts sau chiến thắng 2–1 trước Santander bằng cách đi bộ, từ chối bắt bất kỳ xe điện nào, và gây bất ngờ cho chính quyền Franco. Lý do rất đơn giản: cùng lúc đó, một cuộc đình công bằng xe điện đang diễn ra ở Barcelona, nhận được sự ủng hộ của các cổ động viên blaugrana. Những sự kiện như thế này khiến CF Barcelona không chỉ đại diện cho Catalonia và nhiều người Tây Ban Nha tiến bộ đã coi câu lạc bộ là người bảo vệ trung thành cho các quyền lợi và tự do.
Huấn luyện viên Ferdinand Daučík và László Kubala đã dẫn dắt đội giành được 5 danh hiệu khác nhau bao gồm La Liga, Copa del Generalísimo, Copa Latina, Copa Eva Duarte và Copa Martini Rossi vào năm 1952. Năm 1953, câu lạc bộ giành được La Liga và Copa del Generalísimo một lần nữa.

### 1957–1978: Club de Fútbol Barcelona

Barcelona xếp hàng đối đầu với Hamburger SV trước the bán kết Cúp C1 châu Âu

Với Helenio Herrera là huấn luyện viên, một Luis Suárez trẻ tuổi, Cầu thủ xuất sắc nhất châu Âu năm 1960, và hai người Hungary có ảnh hưởng do Kubala tiến cử, Sándor Kocsis và Zoltán Czibor, đội đã giành được một cú đúp quốc gia khác vào năm 1959 và một cú đúp La Liga và Fairs Cup. năm 1960. Năm 1961, họ trở thành câu lạc bộ đầu tiên đánh bại Real Madrid trong trận play-off Cúp C1 châu Âu. Tuy nhiên, họ đã thua 2–3 trước Benfica trong trận chung kết.

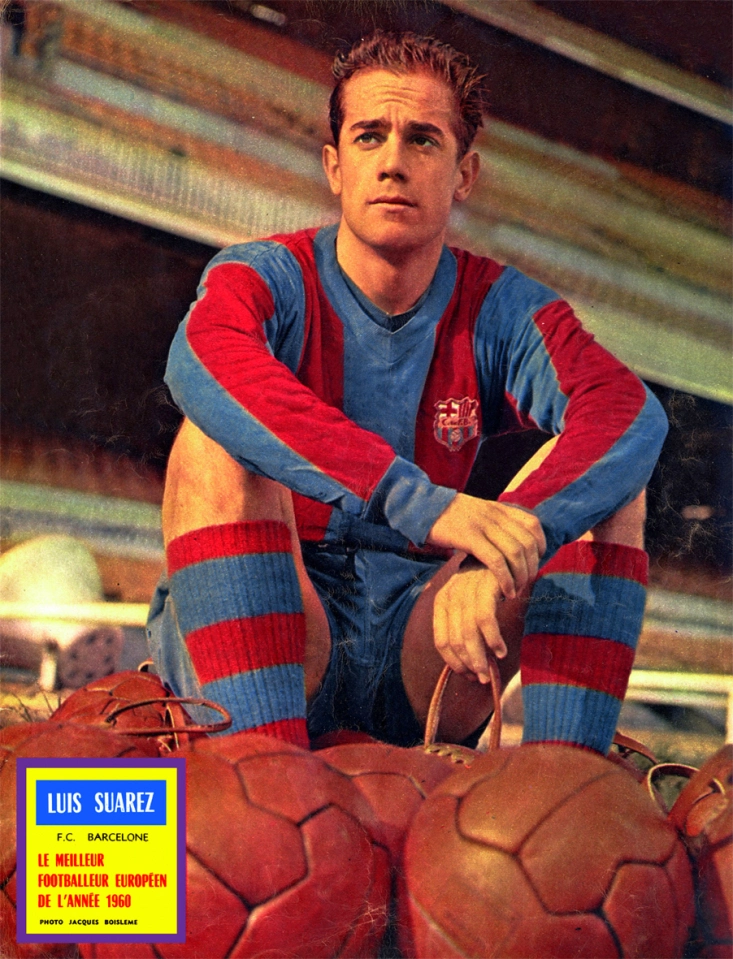
Luis Suárez, cầu thủ Barcelona đầu tiên giành Ballon d'Or

Những năm 1960 kém thành công hơn đối với câu lạc bộ, với việc Real Madrid độc chiếm La Liga. Việc xây dựng Camp Nou, hoàn thành vào năm 1957, đồng nghĩa với việc câu lạc bộ có ít tiền để chi cho những cầu thủ mới. Thập niên 1960 chứng kiến sự nổi lên của Josep Maria Fusté và Carles Rexach, và câu lạc bộ đã giành được Copa del Generalísimo vào năm 1963 và Fairs Cup vào năm 1966. Barcelona đã khôi phục lại niềm tự hào khi đánh bại Real Madrid 1–0 ở Copa del Generalísimo 1968 trận chung kết tại Santiago Bernabéu trước Francisco Franco, với huấn luyện viên Salvador Artigas, một cựu phi công cộng hòa trong Nội chiến. Khi chế độ độc tài của Franco kết thúc vào năm 1974, câu lạc bộ đổi tên chính thức thành Futbol Club Barcelona và hoàn nguyên huy hiệu về thiết kế ban đầu, bao gồm cả các chữ cái gốc một lần nữa.
Mùa giải 1973–74 chứng kiến sự xuất hiện của Johan Cruyff, người được mua với giá kỷ lục thế giới 920.000 bảng từ Ajax. Là một cầu thủ đã thành danh với Ajax, Cruyff nhanh chóng chiếm được cảm tình của các cổ động viên Barcelona khi nói với báo chí châu Âu rằng ông chọn Barcelona thay vì Real Madrid vì không thể chơi cho một câu lạc bộ gắn liền với Francisco Franco. Anh ấy càng yêu mến bản thân hơn khi đặt tên cho con trai mình là "Jordi", theo tên của Thánh George của xứ Catalan. Bên cạnh những nhà vô địch như Juan Manuel Asensi, Carles Rexach và Hugo Sotil, ông đã giúp câu lạc bộ vô địch mùa giải 1973–74 lần đầu tiên kể từ năm 1960, đánh bại Real Madrid 5–0 tại Santiago Bernabéu trên đường đi. Anh ấy đã được trao danh hiệu Cầu thủ xuất sắc nhất châu Âu vào năm 1973 trong mùa giải đầu tiên của anh ấy với Barcelona (quả bóng vàng thứ hai của anh ấy; anh ấy đã giành được lần đầu tiên khi chơi cho Ajax vào năm 1971). Cruyff nhận giải thưởng danh giá này lần thứ ba (cầu thủ đầu tiên làm được điều này) vào năm 1974, khi ông vẫn còn thi đấu cho Barcelona.

### 1978–2000: Núñez và sự ổn định

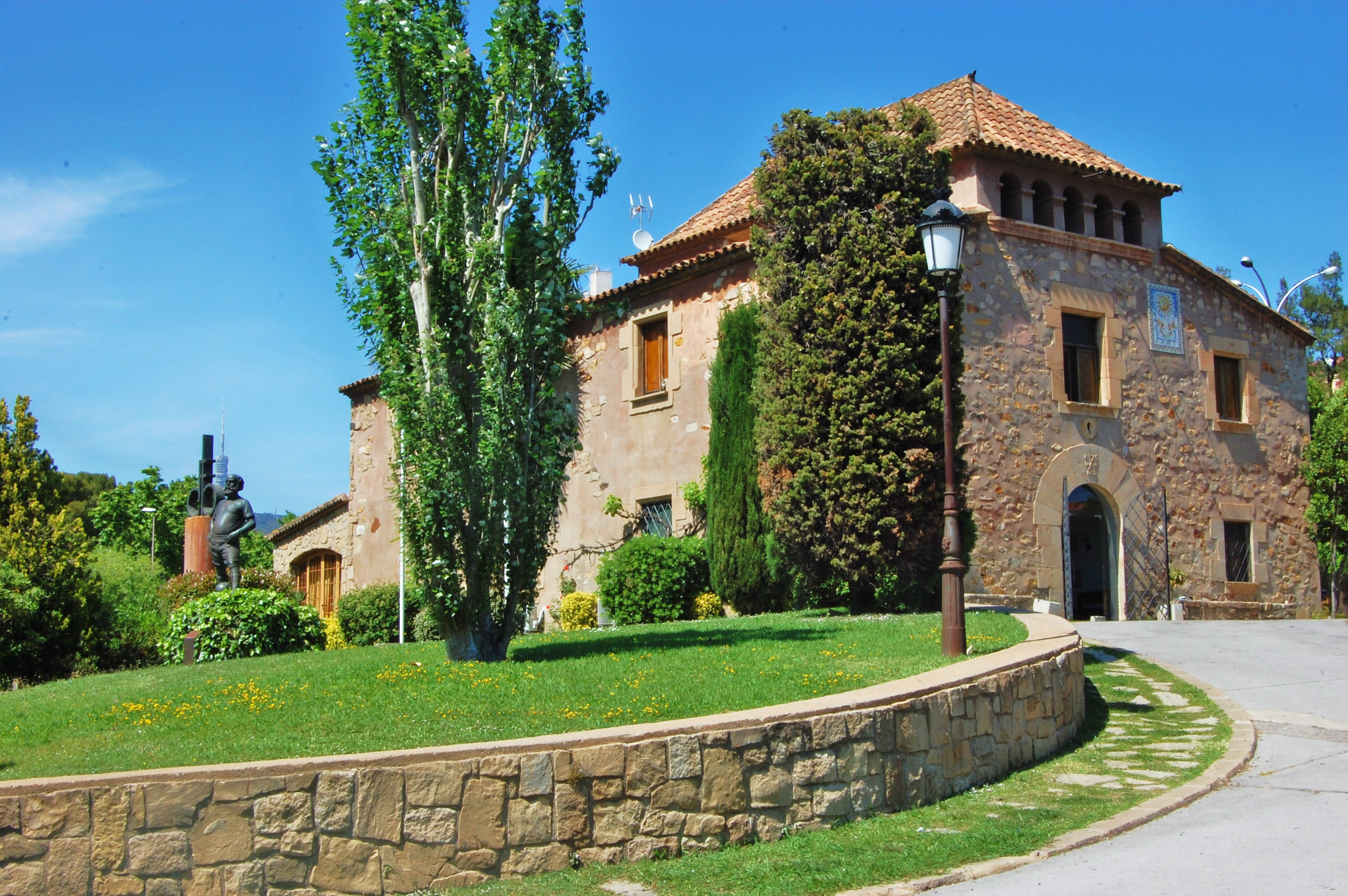
Năm 1979, Barcelona mua La Masia, một ngôi nhà của nông dân được xây dựng vào năm 1702, để làm nơi ở cho các cầu thủ trẻ của học viện. Sau này nó sẽ đóng một vai trò quan trọng trong sự thành công trong tương lai của câu lạc bộ.

Năm 1978, Josep Lluís Núñez trở thành chủ tịch được bầu đầu tiên của FC Barcelona, và kể từ đó, các thành viên của Barcelona đã bầu chọn chủ tịch câu lạc bộ. Quá trình bầu chọn chủ tịch của FC Barcelona gắn liền với quá trình chuyển đổi sang chế độ dân chủ của Tây Ban Nha vào năm 1974 và sự kết thúc của chế độ độc tài của Franco. Mục tiêu chính của tân chủ tịch là phát triển Barcelona thành một câu lạc bộ đẳng cấp thế giới bằng cách mang lại sự ổn định cả trong và ngoài sân cỏ. Nhiệm kỳ tổng thống của ông kéo dài 22 năm và nó ảnh hưởng sâu sắc đến hình ảnh của Barcelona, vì Núñez tuân thủ chính sách nghiêm ngặt về tiền lương và kỷ luật, sa thải những cầu thủ như Diego Maradona, Romário và Ronaldo thay vì đáp ứng yêu cầu của họ.
Vào ngày 16 tháng 5 năm 1979, câu lạc bộ giành được European Cup Winners' Cup đầu tiên khi đánh bại Fortuna Düsseldorf 4–3 tại Basel trong trận chung kết được theo dõi bởi hơn 30.000 người hâm mộ blaugrana. Cùng năm đó, Núñez bắt đầu đầu tư vào chương trình đào tạo trẻ của câu lạc bộ bằng cách chuyển La Masia thành ký túc xá cho các cầu thủ trẻ của học viện nước ngoài. Tên của ký túc xá sau này đồng nghĩa với chương trình đào tạo trẻ của Barcelona.

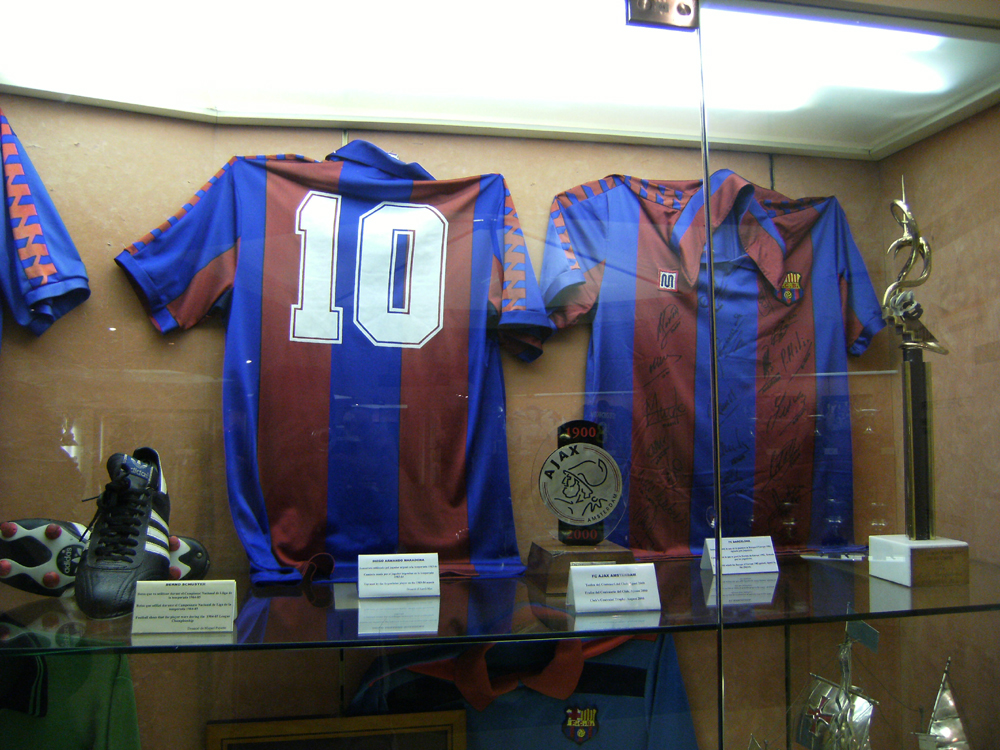
Áo đấu blaugrana của Diego Maradona được trưng bày tại Bảo tàng FC Barcelona

Vào tháng 6 năm 1982, Diego Maradona đã được ký hợp đồng với mức phí kỷ lục thế giới là 5 triệu bảng từ Boca Juniors. Ở mùa giải tiếp theo, dưới sự dẫn dắt của huấn luyện viên César Luis Menotti, Barcelona đã giành cúp Nhà vua sau khi đánh bại Real Madrid. Tuy nhiên, thời gian của Maradona với Barcelona rất ngắn ngủi và ông sớm chuyển đến Napoli. Vào đầu mùa giải 1984–85, Terry Venables được thuê làm huấn luyện viên và anh ấy đã vô địch La Liga với màn thể hiện đáng chú ý của tiền vệ người Đức Bernd Schuster. Mùa giải tiếp theo, anh ấy đưa đội đến trận chung kết cúp châu Âu lần thứ hai, chỉ để thua Steaua București trên chấm phạt đền trong một buổi tối kịch tính ở Seville.
Vào khoảng thời gian này, căng thẳng bắt đầu nảy sinh giữa những gì được coi là chế độ độc tài của tổng thống Núñez và nhóm ủng hộ chủ nghĩa dân tộc, Boixos Nois. Nhóm này, được xác định là theo chủ nghĩa ly khai cánh tả, đã nhiều lần yêu cầu Núñez từ chức và công khai thách thức ông ta thông qua những lời hô hào và biểu ngữ tại các trận đấu. Đồng thời, Barcelona đã trải qua một đợt bùng phát của những kẻ đầu trọc, những người thường được xác định là theo chủ nghĩa ly khai cánh hữu. Những kẻ đầu trọc dần dần chuyển hệ tư tưởng của Boixos Nois từ chủ nghĩa tự do sang chủ nghĩa phát xít, điều này đã gây ra sự chia rẽ trong nhóm và sự ủng hộ đột ngột đối với nhiệm kỳ chủ tịch của Núñez. Lấy cảm hứng từ côn đồ người Anh, Boixos Nois còn lại trở nên bạo lực, tàn phá dẫn đến các vụ bắt giữ quy mô lớn.
Sau FIFA World Cup 1986, Barcelona đã ký hợp đồng với cầu thủ ghi bàn hàng đầu người Anh Gary Lineker, cùng với thủ môn Andoni Zubizarreta, nhưng đội không thể đạt được thành công do Schuster bị loại khỏi đội. Terry Venables sau đó bị sa thải vào đầu mùa giải 1987–88 và được thay thế bằng Luis Aragonés. Mùa giải kết thúc với việc các cầu thủ nổi dậy chống lại chủ tịch Núñez, trong một sự kiện được gọi là cuộc binh biến Hesperia, và chiến thắng 1–0 trong trận chung kết Copa del Rey trước Real Sociedad.

#### Kỷ nguyênDream Team

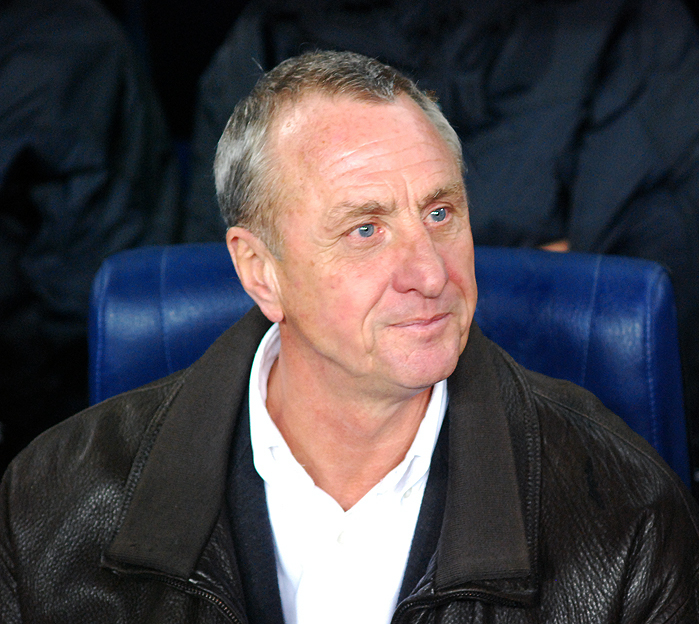
Với tư cách là huấn luyện viên của "Dream Team", Johan Cruyff vô địch quốc gia 4 lần liên tiếp với Barcelona.

Năm 1988, Johan Cruyff trở lại câu lạc bộ, lần này với tư cách là huấn luyện viên và ông đã thành lập đội mà sau này được mệnh danh là "Dream Team". Ông sử dụng kết hợp các cầu thủ Tây Ban Nha như Pep Guardiola, José Mari Bakero, Jon Andoni Goikoetxea, Miguel Angel Nadal và Txiki Begiristain trong khi ký hợp đồng với các cầu thủ quốc tế như Ronald Koeman, Michael Laudrup, Romário và Hristo Stoichkov.
Mười năm sau khi bắt đầu chương trình đào tạo trẻ, La Masia, khi các cầu thủ trẻ bắt đầu tốt nghiệp và chơi cho đội một của họ. Một trong những sinh viên tốt nghiệp đầu tiên, người sau này được quốc tế ca ngợi, là huấn luyện viên tương lai của Barcelona, Pep Guardiola. Dưới sự dẫn dắt của Cruyff, Barcelona đã giành bốn chức vô địch La Liga liên tiếp từ năm 1991 đến năm 1994. Họ đánh bại Sampdoria trong cả trận chung kết UEFA Cup Winners' Cup 1989 và trận chung kết Cúp C1 châu Âu1992 tại Wembley, với bàn thắng từ quả phạt trực tiếp của tuyển thủ Hà Lan Ronald Koeman. Họ cũng đã giành được Copa del Rey vào năm 1990, UEFA Super Cup vào năm 1992 và ba chiếc cúp Supercopa de España. Với 11 danh hiệu, Cruyff trở thành huấn luyện viên thành công nhất của câu lạc bộ vào thời điểm đó. Anh ấy cũng trở thành người quản lý phục vụ liên tiếp lâu nhất của câu lạc bộ, đã phục vụ 8 năm. Số phận của Cruyff đã thay đổi, và trong hai mùa giải cuối cùng của mình, ông không giành được danh hiệu nào và bất hòa với chủ tịch Josep Lluís Núñez, dẫn đến việc ông ra đi. Về di sản triết lý bóng đá của Cruyff và phong cách chơi bóng mà ông đã giới thiệu cho câu lạc bộ, huấn luyện viên tương lai của Barcelona Pep Guardiola sẽ tuyên bố, "Cruyff đã xây dựng thánh đường, công việc của chúng tôi là duy trì và cải tạo nó."
Phản ứng trước sự ra đi của Cruyff, một nhóm phản đối độc lập được tổ chức bởi Armand Caraben, Joan Laporta và Alfons Godall. Mục tiêu của nhóm, được gọi là L'Elefant Blau, là phản đối nhiệm kỳ chủ tịch của Núñez, mà họ coi là sự băng hoại các giá trị truyền thống của câu lạc bộ. Laporta sau đó sẽ tiếp quản chức chủ tịch của Barcelona vào năm 2003.
Cruyff được thay thế trong một thời gian ngắn bởi Bobby Robson, người đã dẫn dắt câu lạc bộ trong một mùa giải 1996–97. Ông đã chiêu mộ Ronaldo với mức phí chuyển nhượng kỷ lục thế giới từ câu lạc bộ trước đây của anh ấy, PSV và mang về cú ăn ba cúp quốc gia, giành Copa del Rey, UEFA Cup Winners' Cup và Supercopa de España, với Ronaldo ghi 47 bàn sau 49 trận. Bất chấp thành công của mình, Robson chỉ được coi là một giải pháp ngắn hạn trong khi câu lạc bộ chờ đợi Louis van Gaal xuất hiện.
Giống như Maradona, Ronaldo chỉ ở lại một thời gian ngắn trước khi đến Inter Milan trong một vụ chuyển nhượng kỷ lục thế giới khác. Tuy nhiên, những người hùng mới đã xuất hiện, chẳng hạn như Luís Figo, Patrick Kluivert, Luis Enrique và Rivaldo, và đội đã giành được cú đúp Copa del Rey và La Liga vào năm 1998. Năm 1999, câu lạc bộ kỷ niệm một trăm năm thành lập, giành chức vô địch Primera División, và Rivaldo trở thành cầu thủ thứ tư của Barcelona được trao giải Cầu thủ xuất sắc nhất châu Âu. Bất chấp thành công trong nước này, việc không cạnh tranh được với Real Madrid ở Champions League đã khiến van Gaal và Núñez từ chức vào năm 2000.

### 2000–2008: Núñez ra đi, Laporta đến

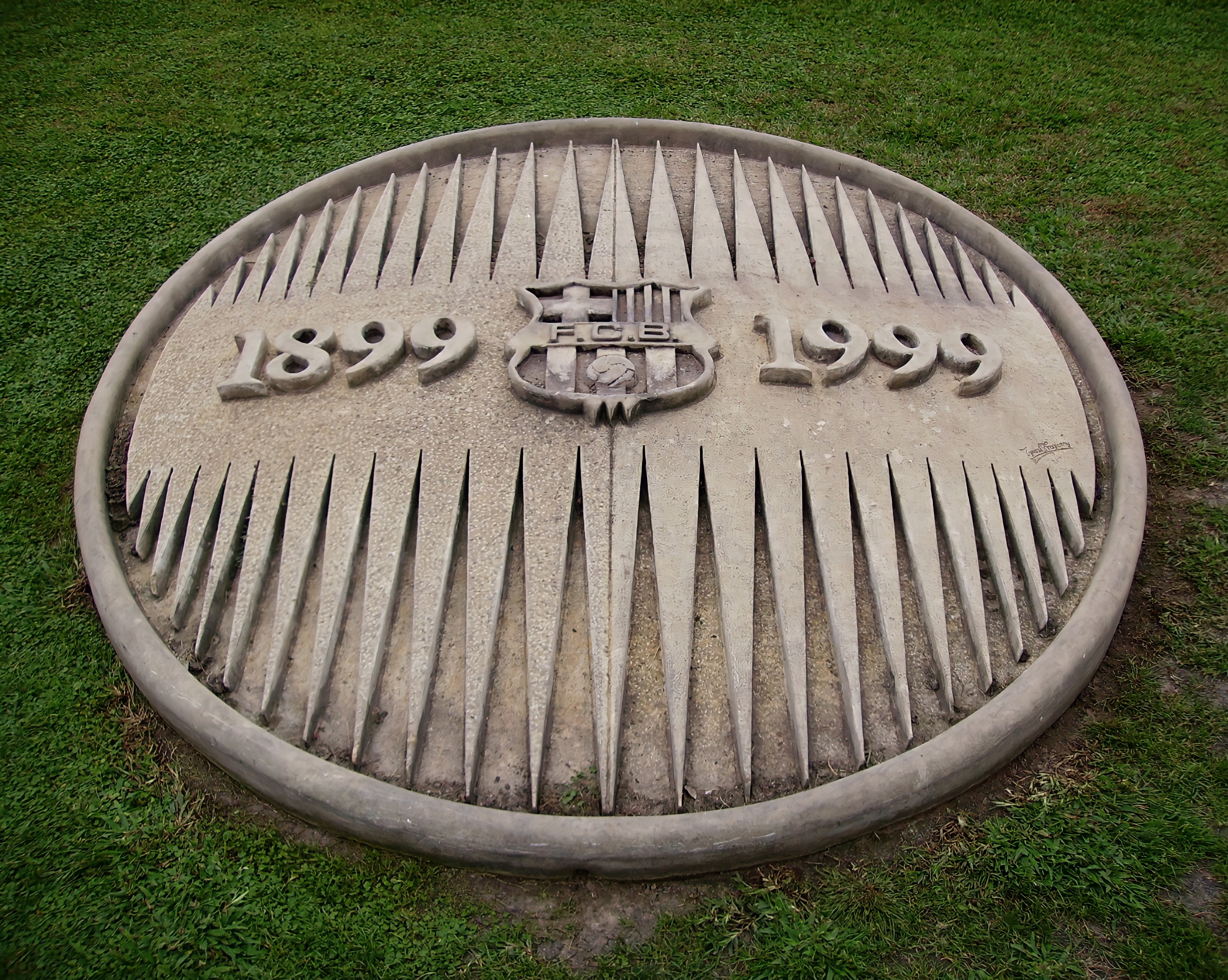
Tấm bảng kỷ niệm một trăm năm của FC Barcelona

Sự ra đi của Núñez và Van Gaal hầu như không được người hâm mộ chú ý khi so sánh với Luís Figo, khi đó là đội phó của câu lạc bộ. Figo đã trở thành một anh hùng được sùng bái và được người Catalonia coi là một trong những người của họ. Tuy nhiên, những người hâm mộ Barcelona đã rất thất vọng trước quyết định của Figo để gia nhập kình địch không đội trời chung Real Madrid, và trong những lần tới Camp Nou sau đó, Figo đã nhận được sự đón tiếp cực kỳ thù địch. Trong lần đầu tiên trở lại, một cái đầu lợn con và một chai rượu whisky đầy đã bị đám đông ném vào người anh ta. Ba năm tiếp theo chứng kiến câu lạc bộ sa sút, và các huấn luyện viên đến rồi đi. Van Gaal vào thay thế Lorenzo Serra Ferrer người, mặc dù đã đầu tư nhiều vào các cầu thủ vào mùa hè năm 2000, đã chủ trì một chiến dịch giải đấu tầm thường và bị loại ở vòng một Champions League, và bị sa thải vào cuối mùa giải. Huấn luyện viên phó lâu năm của Barcelona, Carles Rexach, được bổ nhiệm làm người thay thế anh ấy, ban đầu là tạm thời, và ít nhất đã đưa câu lạc bộ đến vị trí cuối cùng của Champions League vào ngày cuối cùng của mùa giải trước Valencia nhờ màn trình diễn xuất sắc của Rivaldo, người đã hoàn thành cú hat-trick được cho là vĩ đại nhất trong lịch sử với người chiến thắng bằng cú đá xe đạp chổng ngược ở phút cuối cùng để đảm bảo suất đi tiếp.
Bất chấp phong độ tốt hơn ở La Liga và lọt vào bán kết Champions League, Rexach chưa bao giờ được coi là một giải pháp lâu dài và mùa hè năm đó Van Gaal trở lại câu lạc bộ trong nhiệm kỳ huấn luyện viên thứ hai. Những gì diễn ra sau đó, mặc dù có một màn trình diễn khá tốt tại Champions League, lại là một trong những mùa giải La Liga tồi tệ nhất trong lịch sử của câu lạc bộ, với đội xếp thứ 15 vào tháng 2 năm 2003. Điều này dẫn đến việc Van Gaal từ chức và Radomir Antić thay thế cho phần còn lại của mùa giải, mặc dù cán đích ở vị trí thứ sáu là thành tích tốt nhất mà anh ấy có thể xoay sở được. Vào cuối mùa giải, hợp đồng ngắn hạn của Antić không được gia hạn và chủ tịch câu lạc bộ Joan Gaspart đã từ chức, vị trí của ông đã hoàn toàn không thể đảm bảo được bởi một mùa giải thảm hại như vậy do vận may chung của câu lạc bộ sa sút kể từ khi ông  trở thành chủ tịch ba năm trước.

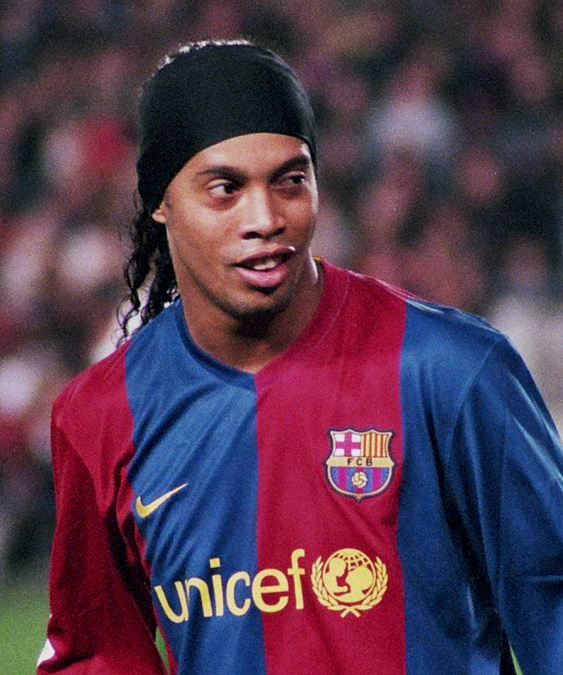
Ronaldinho cập bến năm 2003 đã hồi sinh câu lạc bộ.

Sau sự thất vọng của kỷ nguyên Gaspart, sự kết hợp giữa tân chủ tịch trẻ Joan Laporta và tân huấn luyện viên trẻ, cựu ngôi sao người Hà Lan và AC Milan Frank Rijkaard đã giúp câu lạc bộ phục hồi trở lại. Trên sân, một loạt các cầu thủ quốc tế, bao gồm Ronaldinho, Deco, Henrik Larsson, Ludovic Giuly, Samuel Eto'o, Rafael Márquez và Edgar Davids, kết hợp với các cầu thủ Tây Ban Nha trưởng thành trong nước như Carles Puyol, Andrés Iniesta, Xavi và Víctor Valdés, dẫn đến sự trở lại thành công của câu lạc bộ. Barcelona đã giành được La Liga và Supercopa de España vào mùa giải 2004–05, Ronaldinho và Eto'o lần lượt được bầu chọn ở vị trí thứ nhất và thứ ba trong giải thưởng Cầu thủ xuất sắc nhất thế giới của FIFA.
Trong mùa giải 2005–06, Barcelona đã lặp lại thành công ở giải VĐQG và Siêu cúp. Đỉnh cao của mùa giải đến với Santiago Bernabéu trong chiến thắng 3–0 trước Real Madrid. Đó là chiến thắng thứ hai của Rijkaard tại Bernabéu, giúp ông trở thành huấn luyện viên Barcelona đầu tiên giành chiến thắng ở đó hai lần. Màn trình diễn của Ronaldinho ấn tượng đến mức sau bàn thắng thứ hai của anh ấy, cũng là bàn thắng thứ ba cho Barcelona, một số cổ động viên Real Madrid đã dành cho anh ấy sự hoan nghênh nhiệt liệt. Tại Champions League, Barcelona đánh bại câu lạc bộ Anh Arsenal trong trận chung kết. Bị Arsenal chỉ mười người dẫn trước 1–0 và chỉ còn chưa đầy 15 phút, họ lội ngược dòng giành chiến thắng 2–1, với cầu thủ vào thay người Henrik Larsson, trong lần ra sân cuối cùng cho câu lạc bộ, lập công cho Samuel Eto'o và đồng đội. thay thế Juliano Belletti, với chức vô địch cúp châu Âu đầu tiên của câu lạc bộ sau 14 năm.
Mặc dù là đội được yêu thích và khởi đầu mạnh mẽ, Barcelona đã kết thúc mùa giải 2006–07 mà không có danh hiệu nào. Chuyến du đấu trước mùa giải ở Mỹ sau đó được cho là nguyên nhân gây ra một loạt chấn thương cho các cầu thủ chủ chốt, bao gồm cả cầu thủ ghi bàn hàng đầu Eto'o và ngôi sao đang lên Lionel Messi. Có mối thù công khai khi Eto'o công khai chỉ trích huấn luyện viên Rijkaard và Ronaldinho. Ronaldinho cũng thừa nhận rằng việc thiếu thể lực đã ảnh hưởng đến phong độ của anh. Tại La Liga, Barcelona đứng đầu trong phần lớn mùa giải, nhưng sự thiếu ổn định trong năm mới đã khiến Real Madrid vượt qua họ để trở thành nhà vô địch. Barcelona tiến vào bán kết Copa del Rey, thắng trận lượt đi trước Getafe 5–2, với bàn thắng của Messi được so sánh với bàn thắng thế kỷ của Diego Maradona, nhưng sau đó thua trận lượt về với tỷ số 4–0. Họ đã tham dự FIFA Club World Cup 2006, nhưng đã bị đánh bại bởi một bàn thắng muộn trong trận chung kết với đội bóng Brasil Internacional. Tại Champions League, Barcelona bị loại khỏi giải đấu ở vòng 16 đội bởi đội về nhì sau đó Liverpool vì luật bàn thắng sân khách.
Barcelona kết thúc mùa giải 2007–08 ở vị trí thứ ba tại La Liga và lọt vào bán kết UEFA Champions League và Copa del Rey, cả hai lần đều thua các nhà vô địch cuối cùng, Manchester United and Valencia, tương ứng. Một ngày sau thất bại 1–4 trước Real Madrid, Joan Laporta thông báo rằng huấn luyện viên Pep Guardiola của Barcelona B sẽ tiếp quản nhiệm vụ của Frank Rijkaard vào ngày 30 tháng 6 năm 2008.

### 2008–2012: Kỷ nguyên Guardiola
Huấn luyện viên đội trẻ Barcelona B Pep Guardiola đã tiếp quản nhiệm vụ của Frank Rijkaard vào cuối mùa giải. Guardiola mang theo lối chơi tiqui-taca nổi tiếng mà ông đã được dạy trong thời gian ở đội trẻ Barcelona. Trong quá trình đó, Guardiola đã bán Ronaldinho và Deco và bắt đầu xây dựng đội bóng Barcelona xung quanh Xavi, Andrés Iniesta và Lionel Messi.

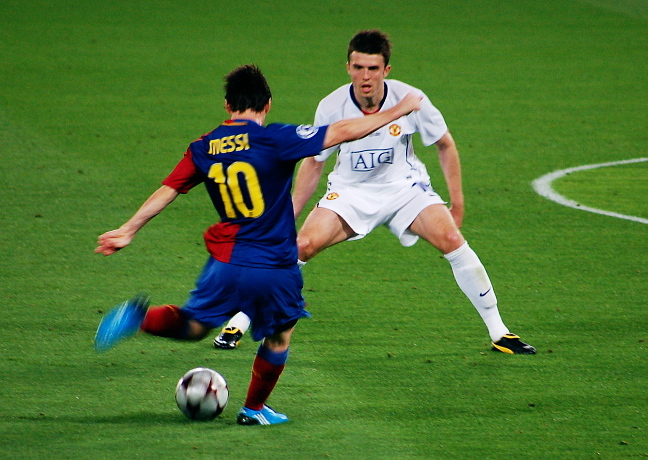
Lionel Messi thi đấu trong chiến thắng Chung kết UEFA Champions League 2009 trước Manchester United

Barça đánh bại Athletic Bilbao 4–1 trong trận Chung kết Copa del Rey 2009, giành chức vô địch lần thứ 25 với kỷ lục. Ba ngày sau, chiến thắng lịch sử 6–2 trước Real Madrid giúp Barcelona trở thành nhà vô địch La Liga 2008–09. Barça kết thúc mùa giải bằng cách đánh bại Manchester United 2–0 tại Sân vận động Olimpico ở Rome, với các bàn thắng của Eto'o và Messi, để giành chức vô địch Champions League lần thứ ba và hoàn thành cú ăn ba đầu tiên mà một đội bóng Tây Ban Nha giành được. Đội tiếp tục giành Siêu cúp Tây Ban Nha 2009 trước Athletic Bilbao và Siêu cúp UEFA 2009 trước Shakhtar Donetsk, trở thành câu lạc bộ châu Âu đầu tiên giành được cả Siêu cúp quốc nội và Siêu cúp châu Âu sau cú ăn ba. Vào tháng 12 năm 2009, Barcelona đã giành được FIFA Club World Cup 2009. Barcelona đã hoàn thành hai kỷ lục mới của bóng đá Tây Ban Nha vào năm 2010 khi giành được chiếc cúp La Liga với 99 điểm và giành được Siêu cúp Tây Ban Nha lần thứ chín.
Sau khi Laporta rời câu lạc bộ vào tháng 6 năm 2010, Sandro Rosell đã sớm được bầu làm chủ tịch mới. Cuộc bầu cử được tổ chức vào ngày 13 tháng 6, nơi ông nhận được 61,35% (57.088 phiếu bầu, một kỷ lục) trong tổng số phiếu bầu. Rosell ký hợp đồng với David Villa từ Valencia với giá 40 triệu euro và Javier Mascherano từ Liverpool với giá 19 triệu euro. Tại FIFA World Cup 2010 ở Nam Phi, các cầu thủ Barcelona tốt nghiệp từ hệ thống đào tạo trẻ La Masia của câu lạc bộ sẽ đóng một vai trò quan trọng trong việc giúp Tây Ban Nha trở thành nhà vô địch thế giới. Vào ngày 11 tháng 7, bảy cầu thủ đến từ học viện đã tham gia trận chung kết, sáu trong số đó là các cầu thủ Barcelona bắt đầu trận đấu, với Iniesta ghi bàn thắng quyết định vào lưới Hà Lan.
Vào tháng 11 năm 2010, Barcelona đã đánh bại đối thủ chính của họ là Real Madrid với tỷ số 5–0 trong trận El Clásico. Tại lễ trao giải Quả bóng Vàng FIFA 2010 vào tháng 12, La Masia của Barcelona đã trở thành học viện đào tạo trẻ đầu tiên có cả ba cầu thủ vào top 3 Quả bóng Vàng, với Messi, Iniesta và Xavi được vinh danh là ba cầu thủ xuất sắc nhất thế giới cho năm 2010. Trong mùa giải 2010–11, Barcelona đã giành được chiếc cúp La Liga, danh hiệu thứ ba liên tiếp của họ, kết thúc với 96 điểm. Vào tháng 4 năm 2011, câu lạc bộ lọt vào trận chung kết Copa del Rey, thua 1–0 trước Real Madrid tại Sân vận động Mestalla ở Valencia. Vào tháng 5, Barcelona đã đánh bại Manchester United trong trận chung kết Champions League 2011 với tỷ số 3–1 được tổ chức tại Sân vận động Wembley, lặp lại trận chung kết năm 2009, giành cúp châu Âu lần thứ tư. Vào tháng 8 năm 2011, học viên tốt nghiệp La Masia Cesc Fàbregas đã được mua từ Arsenal và anh sẽ giúp Barcelona bảo vệ Siêu cúp Tây Ban Nha trước Real Madrid. Chiến thắng Siêu cúp nâng tổng số chiếc cúp chính thức lên con số 73, bằng với số danh hiệu mà Real Madrid giành được.
Cuối tháng đó, Barcelona giành UEFA Super Cup khi đánh bại Porto 2–0 nhờ các bàn thắng của Messi và Fàbregas. Điều này đã nâng tổng số danh hiệu chính thức của câu lạc bộ lên 74, vượt qua tổng số danh hiệu chính thức của Real Madrid. Chiến thắng Siêu cúp châu Âu cũng giúp Guardiola giành được danh hiệu thứ 12 trong tổng số 15 danh hiệu có thể có trong ba năm dẫn dắt câu lạc bộ, trở thành người giữ kỷ lục mọi thời đại giành được nhiều danh hiệu nhất với tư cách là huấn luyện viên tại Barcelona.

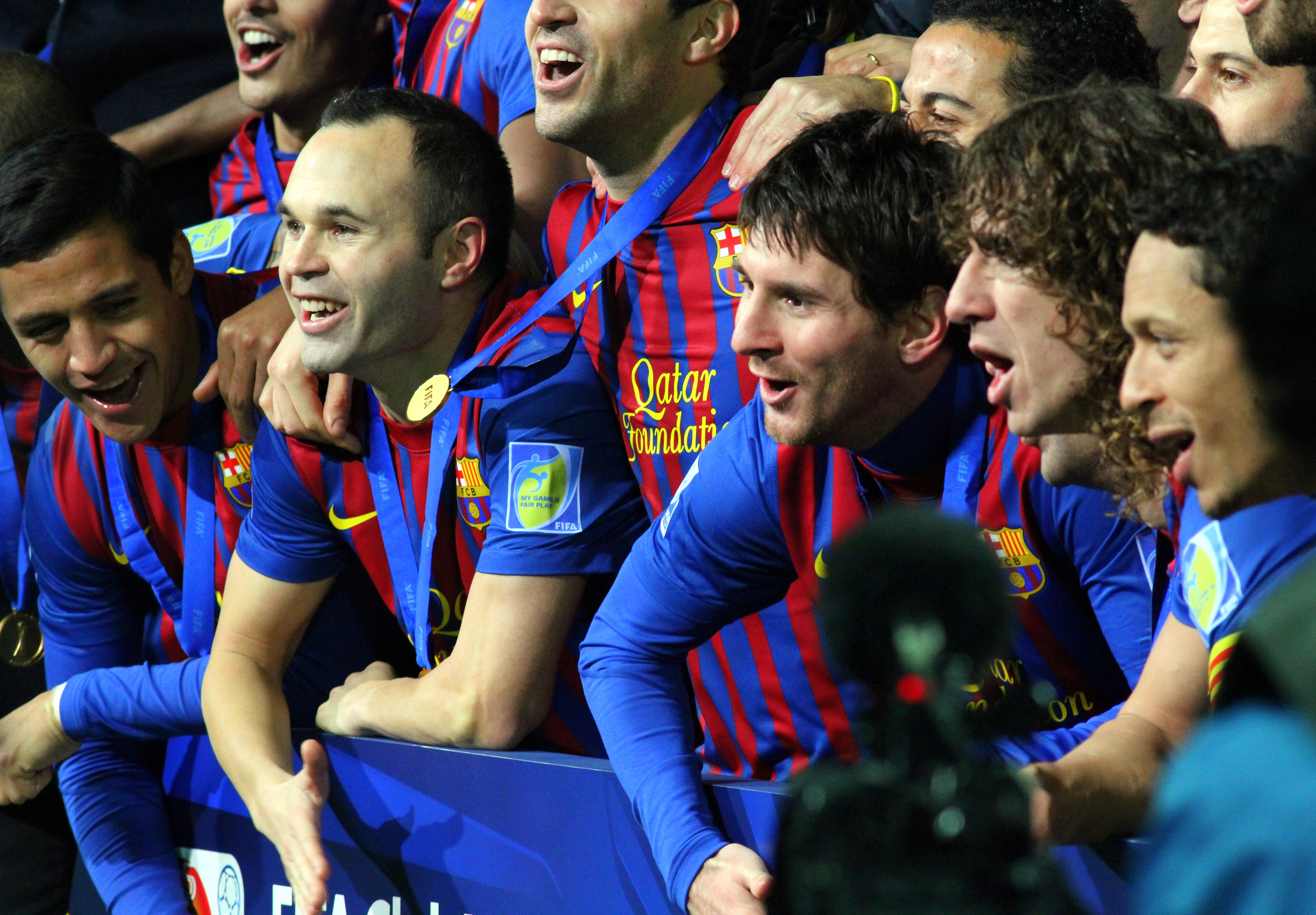
Barcelona ăn mừng chiến thắng FIFA Club World Cup 2011 trước Santos FC

Vào tháng 12, Barcelona đã giành được Club World Cup lần thứ hai kể từ khi thành lập, sau khi đánh bại đương kim vô địch Copa Libertadores 2011 Santos 4–0 trong trận chung kết nhờ hai bàn thắng của Messi và các bàn thắng của Xavi và Fàbregas. Kết quả là, tổng số danh hiệu dưới triều đại của Guardiola đã được kéo dài hơn nữa và chứng kiến Barcelona giành được chiếc cúp thứ 13 trong tổng số 16 chiếc có thể có. Được một số người trong giới thể thao coi là đội bóng vĩ đại nhất của mọi thời đại, với việc huấn luyện viên Alex Ferguson của Manchester United tuyên bố, "Họ làm bạn mê mẩn với những đường chuyền của họ", năm danh hiệu của họ trong năm 2011 chứng kiến họ nhận được Laureus World Sports Award for Team of the Year.
Trong mùa giải 2011–12, Barcelona thua trận bán kết Champions League trước Chelsea. Guardiola, người đã có một hợp đồng luân phiên và đã phải đối mặt với những lời chỉ trích về chiến thuật và lựa chọn đội hình gần đây của mình, tuyên bố rằng ông sẽ từ chức huấn luyện viên vào ngày 30 tháng 6 và được kế nhiệm bởi trợ lý Tito Vilanova. Guardiola kết thúc nhiệm kỳ của mình với việc Barça giành chức vô địch Copa del Rey với tỷ số 3–0, nâng tổng số danh hiệu mà Barça đã giành được dưới thời huấn luyện của ông lên con số 14.
Vào mùa hè năm 2012, có thông báo rằng Tito Vilanova, trợ lý giám đốc tại Barcelona, sẽ tiếp quản vị trí huấn luyện viên từ Pep Guardiola. Sau khi bổ nhiệm ông ấy, Barcelona đã có một chuỗi trận đáng kinh ngạc giúp họ giữ vị trí đầu bảng trong cả mùa giải, chỉ ghi hai trận thua và tích lũy được 100 điểm. Vua phá lưới của họ một lần nữa là Lionel Messi, người đã ghi 46 bàn ở La Liga, trong đó có 2 cú hat-trick. Vào ngày 11 tháng 5 năm 2013, Barcelona đã đăng quang với tư cách là nhà vô địch bóng đá Tây Ban Nha lần thứ 22, vẫn còn 4 trận đấu chưa diễn ra. Cuối cùng, Barcelona đã kết thúc mùa giải với 15 điểm nhiều hơn đối thủ Real Madrid, mặc dù thua họ 2-1 vào đầu tháng Ba. Họ lọt vào vòng bán kết của cả Copa del Rey và Champions League, lần lượt gặp Real Madrid và Bayern Munich. Vào ngày 19 tháng 7, có thông báo rằng Vilanova sẽ từ chức huấn luyện viên Barcelona vì căn bệnh ung thư vòm họng tái phát và ông sẽ được điều trị lần thứ hai sau ba tháng nghỉ chữa bệnh vào tháng 12 năm 2012.

### 2014–2020: Kỷ nguyên Bartomeu
Vào ngày 22 tháng 7 năm 2013, Gerardo "Tata" Martino đã được xác nhận là huấn luyện viên của Barcelona cho mùa giải 2013–14. Barcelona vô địch Siêu cúp Tây Ban Nha 2013 với tỷ số 1–1 nhờ luật bàn thắng trên sân khách. Vào ngày 23 tháng 1 năm 2014, Sandro Rosell từ chức chủ tịch do chấp nhận khiếu nại về cáo buộc biển thủ sau vụ chuyển nhượng Neymar. Josep Maria Bartomeu lên thay ông kết thúc nhiệm kỳ.

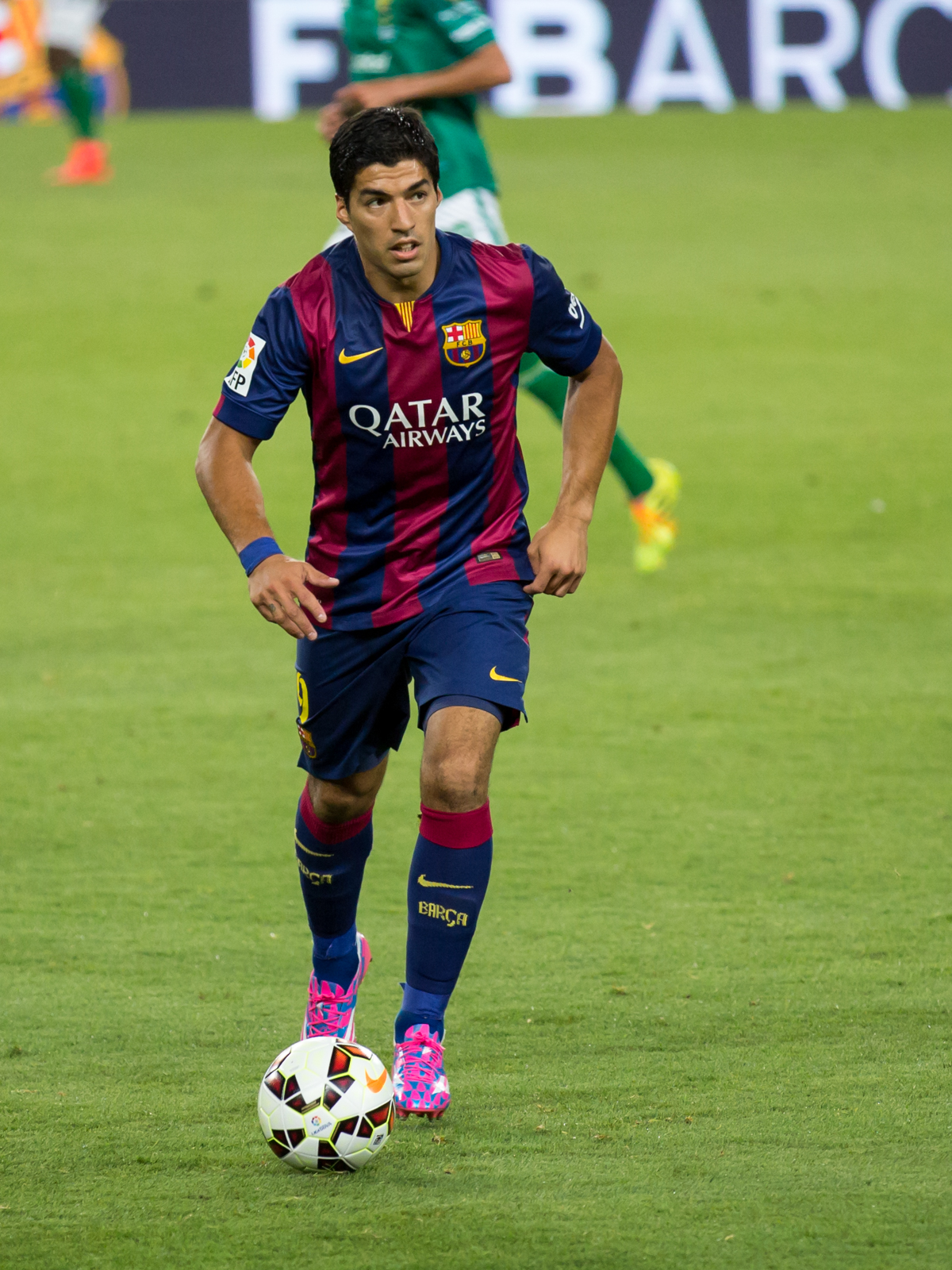
Luis Suárez gia nhập câu lạc bộ vào năm 2014. Messi, Suárez và Neymar, được mệnh danh là "MSN", đã tạo thành một lực lượng tấn công kỷ lục.

Barcelona đã giành cú ăn ba trong mùa giải 2014–15, vô địch La Liga, Copa del Rey và Champions League, đồng thời trở thành đội châu Âu đầu tiên hai lần giành cú ăn ba. Vào ngày 17 tháng 5, câu lạc bộ đã giành chức vô địch La Liga thứ 23 sau khi đánh bại Atlético Madrid. Đây là chức vô địch La Liga thứ bảy của Barcelona trong mười năm qua. Vào ngày 30 tháng 5, câu lạc bộ đánh bại Athletic Bilbao trong trận chung kết Copa del Rey tại Camp Nou. Vào ngày 6 tháng 6, Barcelona đã giành chiến thắng trong trận chung kết Champions League 2015 với chiến thắng 3–1 trước Juventus, qua đó hoàn tất cú ăn ba, cú ăn ba thứ hai của câu lạc bộ sau sáu năm. Bộ ba tấn công của Barcelona gồm Messi, Suárez và Neymar, được mệnh danh là "MSN", đã ghi được 122 bàn thắng trên mọi đấu trường, nhiều nhất trong một mùa giải cho bộ ba tấn công trong lịch sử bóng đá Tây Ban Nha.
Vào ngày 11 tháng 8, Barcelona bắt đầu mùa giải 2015–16 khi giành được Siêu cúp châu Âu lần thứ năm chung kỷ lục khi đánh bại Sevilla 5–4 tại UEFA Super Cup 2015. Họ kết thúc năm với chiến thắng 3–0 trước câu lạc bộ Argentina River Plate trong trận chung kết Giải vô địch bóng đá thế giới các câu lạc bộ 2015 vào ngày 20 tháng 12 để giành cúp lần thứ ba với Suárez, Messi và Iniesta là ba cầu thủ hàng đầu của giải đấu. Club World Cup là danh hiệu quốc tế thứ 20 của Barcelona, kỷ lục chỉ có câu lạc bộ Ai Cập Al Ahly sánh kịp. Với việc ghi được 180 bàn thắng trong năm 2015 trên mọi đấu trường, Barcelona đã lập kỷ lục ghi nhiều bàn thắng nhất trong một năm dương lịch, phá vỡ kỷ lục 178 bàn thắng được ghi của Real Madrid vào năm 2014. Vào ngày 10 tháng 2 năm 2016, đủ điều kiện tham dự trận chung kết Copa del Rey lần  sáu trong tám mùa giải gần đây, Barcelona của Luis Enrique đã phá vỡ kỷ lục 28 trận bất bại liên tiếp trên mọi đấu trường của câu lạc bộ do đội bóng của Guardiola thiết lập trong mùa giải 2010–11, với trận hòa 1-1 với Valencia trong trận lượt về của Copa 2015–16 del Rey. Với chiến thắng 5–1 trước Rayo Vallecano vào ngày 3 tháng 3, trận thứ 35 bất bại của Barcelona, câu lạc bộ đã phá vỡ kỷ lục 34 trận bất bại trên mọi đấu trường của Real Madrid ở Tây Ban Nha từ mùa giải 1988–1989. Sau khi Barça chạm mốc 39 trận bất bại, chuỗi trận của họ kết thúc vào ngày 2 tháng 4 năm 2016 với thất bại 2-1 trước Real Madrid tại Camp Nou. Vào ngày 14 tháng 5 năm 2016, Barcelona giành chức vô địch La Liga thứ sáu trong tám mùa giải. Bộ ba tấn công Messi, Suárez và Neymar đã kết thúc mùa giải với 131 bàn thắng, phá kỷ lục mà họ đã lập vào năm trước về số bàn thắng do bộ ba tấn công ghi nhiều nhất trong một mùa giải.

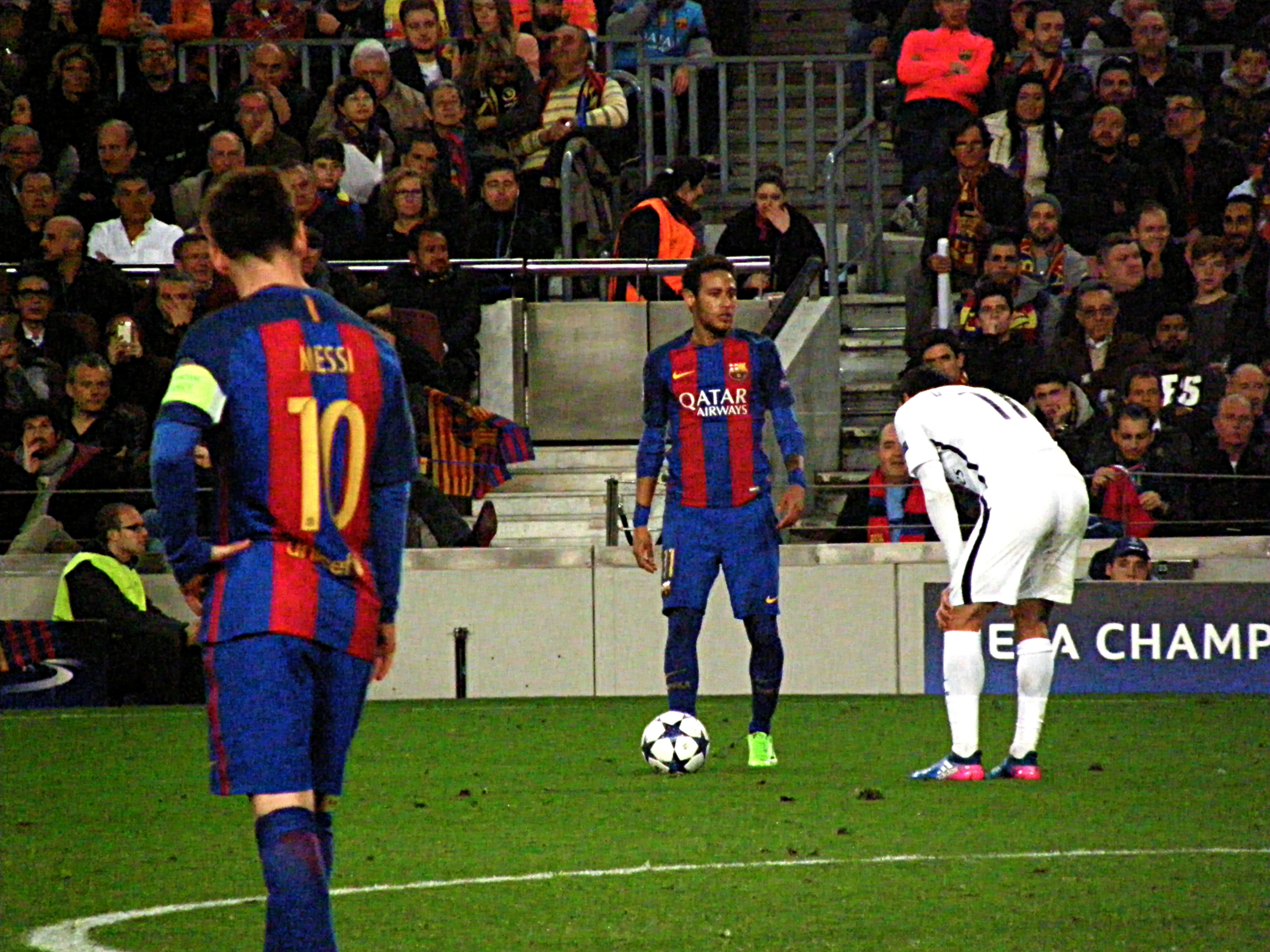
Neymar chuẩn bị thực hiện quả đá phạt trong cuộc lội ngược dòng của Barcelona trước Paris Saint-Germain

Vào ngày 8 tháng 3 năm 2017, Barcelona đã có màn lội ngược dòng đậm nhất trong lịch sử Champions League ở Vòng 16 đội UEFA Champions League 2016–17, đánh bại Paris Saint-Germain 6–1 (tổng tỷ số 6–5), mặc dù thua trận lượt đi ở Pháp với tỷ số 0–4. Ngày 29 tháng 5 năm 2017, cựu cầu thủ Ernesto Valverde được chỉ định là người kế nhiệm Luis Enrique. Vào ngày 20 tháng 9 năm 2017, Barcelona đã đưa ra một tuyên bố thể hiện lập trường của họ về cuộc trưng cầu dân ý ở Catalunya năm 2017 rằng, "FC Barcelona, với sự tôn trọng tối đa đối với các thành viên đa dạng của mình, sẽ tiếp tục ủng hộ ý chí của đa số người dân Catalan và sẽ làm như vậy một cách văn minh, hòa bình và mẫu mực". Trận đấu với UD Las Palmas vào ngày trưng cầu dân ý đã được ban lãnh đạo Barcelona yêu cầu hoãn lại do bạo lực nghiêm trọng ở Catalonia, nhưng (yêu cầu) đã bị La Liga từ chối, do đó trận đấu được tổ chức không khán giả. Hai giám đốc, Jordi Monés và Carles Vilarrubí, đã từ chức để phản đối việc trận đấu được diễn ra. Vô địch La Liga mùa giải 2017–18, vào ngày 9 tháng 5 năm 2018, Barcelona đánh bại Villarreal 5–1 để thiết lập chuỗi trận bất bại dài nhất (43 trận) trong lịch sử La Liga. Vào ngày 27 tháng 4 năm 2019, Barcelona đã giành chức vô địch La Liga lần thứ 26. Tuy nhiên, danh hiệu La Liga đã bị lu mờ bởi việc bị loại khỏi Champions League bởi Liverpool ở bán kết, với việc Barça thua trận lượt về 0–4 sau khi dẫn trước 3–0 sau chiến thắng trên sân nhà.
Vào ngày 13 tháng 1 năm 2020, sau trận thua Atlético Madrid ở Siêu cúp Tây Ban Nha, cựu huấn luyện viên Real Betis Quique Setién đã thay thế Ernesto Valverde làm huấn luyện viên trưởng mới của Barcelona. Cuối cùng, Barcelona đã kết thúc mùa giải mà không có danh hiệu lần đầu tiên sau 12 năm. Vào ngày 17 tháng 8, câu lạc bộ xác nhận rằng Setién đã bị sa thải khỏi vị trí huấn luyện viên và giám đốc bóng đá Éric Abidal cũng bị cách chức. Hai ngày sau, Ronald Koeman được bổ nhiệm làm huấn luyện viên trưởng mới của Barcelona. Sự bất mãn ngày càng tăng của những người ủng hộ do tình hình tài chính ngày càng tồi tệ và sự sa sút trên sân cỏ trong mùa giải trước đã dẫn đến việc Josep Maria Bartomeu tuyên bố từ chức chủ tịch vào ngày 27 tháng 10 năm 2020, để tránh phải đối mặt với cuộc bỏ phiếu bất tín nhiệm từ các thành viên câu lạc bộ.

### 2021–nay: Sự trở lại của Laporta và kỷ nguyên hậu Messi

Biểu đồ thành tích giải đấu của FC Barcelona 1929–2023.

Vào ngày 7 tháng 3 năm 2021, Joan Laporta được bầu làm chủ tịch của Barcelona với 54,28% phiếu bầu. Barcelona giành Copa del Rey lần thứ 31, danh hiệu duy nhất của họ dưới thời Ronald Koeman, sau khi đánh bại Athletic Bilbao 4–0 trong trận chung kết. Vào tháng 8 năm 2021, Barcelona nhận thấy mình không thể tuân thủ các yêu cầu của Luật công bằng tài chính của La Liga, đồng thời tiết lộ khoản nợ của câu lạc bộ là 1,35 tỷ euro và hóa đơn tiền lương chiếm 103% tổng thu nhập. Các cuộc đàm phán với Lionel Messi, hiện đang trong năm cuối cùng của hợp đồng, đã diễn ra được một thời gian. Tuy nhiên, vào ngày 5 tháng 8 năm 2021, Barcelona thông báo rằng họ sẽ không thể tái ký hợp đồng với Messi để gia hạn do các quy định của La Liga. Điều này xảy ra bất chấp việc câu lạc bộ và Messi đã đạt được thỏa thuận về các chi tiết của hợp đồng mới. Messi rời câu lạc bộ sau 21 năm với tư cách là một cầu thủ Barça, và là tay săn bàn hàng đầu mọi thời đại của câu lạc bộ, và ký hợp đồng chuyển nhượng tự do với câu lạc bộ Pháp Paris Saint-Germain. Những tác động tài chính cũng hạn chế Barcelona trên thị trường chuyển nhượng và kết quả là hầu hết các cầu thủ mới đến đều là chuyển nhượng tự do hoặc cho mượn và họ phải giảm lương của các cầu thủ để đăng ký những cầu thủ mới đến.
Những màn trình diễn kém cỏi ở La Liga và Champions League đã dẫn đến việc Ronald Koeman bị sa thải vào ngày 28 tháng 10, với huyền thoại của câu lạc bộ là Xavi thay thế ông. Xavi không thể đảo ngược vận may ở Champions League, và Barcelona rớt xuống Europa League lần đầu tiên kể từ mùa giải 2003–04, sau đó bị loại ở tứ kết. Ở giải quốc nội, Xavi đã cải thiện phong độ của Barça và dẫn dắt họ từ vị trí thứ chín lên vị trí thứ hai, đảm bảo một suất tham dự Champions League mùa giải tới. Tuy nhiên, điều này cũng có nghĩa là Barcelona đã kết thúc mùa giải trắng tay sau khi bị loại trước đó ở Supercopa và Copa del Rey.
Vào ngày 15 tháng 1 năm 2023, Xavi dẫn dắt Barcelona đến chiếc cúp đầu tiên kể từ Copa del Rey 2021, khi đội bóng xứ Catalan đánh bại Real Madrid 3–1 trong trận chung kết Supercopa de España.
Vào ngày 10 tháng 3 năm 2023, các công tố viên Tây Ban Nha cho biết họ đã đệ đơn khiếu nại Barcelona và hai cựu chủ tịch của câu lạc bộ La Liga về các khoản thanh toán bị cáo buộc cho một công ty thuộc sở hữu của một quan chức trọng tài cấp cao để gây ảnh hưởng đến kết quả trận đấu.
Vào ngày 23 tháng 3 năm 2023, UEFA cho biết họ đã mở một cuộc điều tra về câu lạc bộ vì có khả năng vi phạm khuôn khổ pháp lý của cơ quan quản lý bóng đá châu Âu liên quan đến các khoản thanh toán mà câu lạc bộ thực hiện cho một công ty thuộc sở hữu của một quan chức trọng tài cấp cao. Bốn tháng sau, UEFA thông báo rằng họ tạm thời chấp nhận việc câu lạc bộ tham gia các cuộc thi của UEFA, bảo lưu khả năng thực hiện các biện pháp trong tương lai tùy thuộc vào diễn biến của vụ việc. UEFA bắt buộc FC Barcelona phải chủ động thông báo về tiến độ của các cuộc điều tra đang diễn ra và cung cấp tất cả các tài liệu và thông tin mà họ yêu cầu.

## Cổ động viên

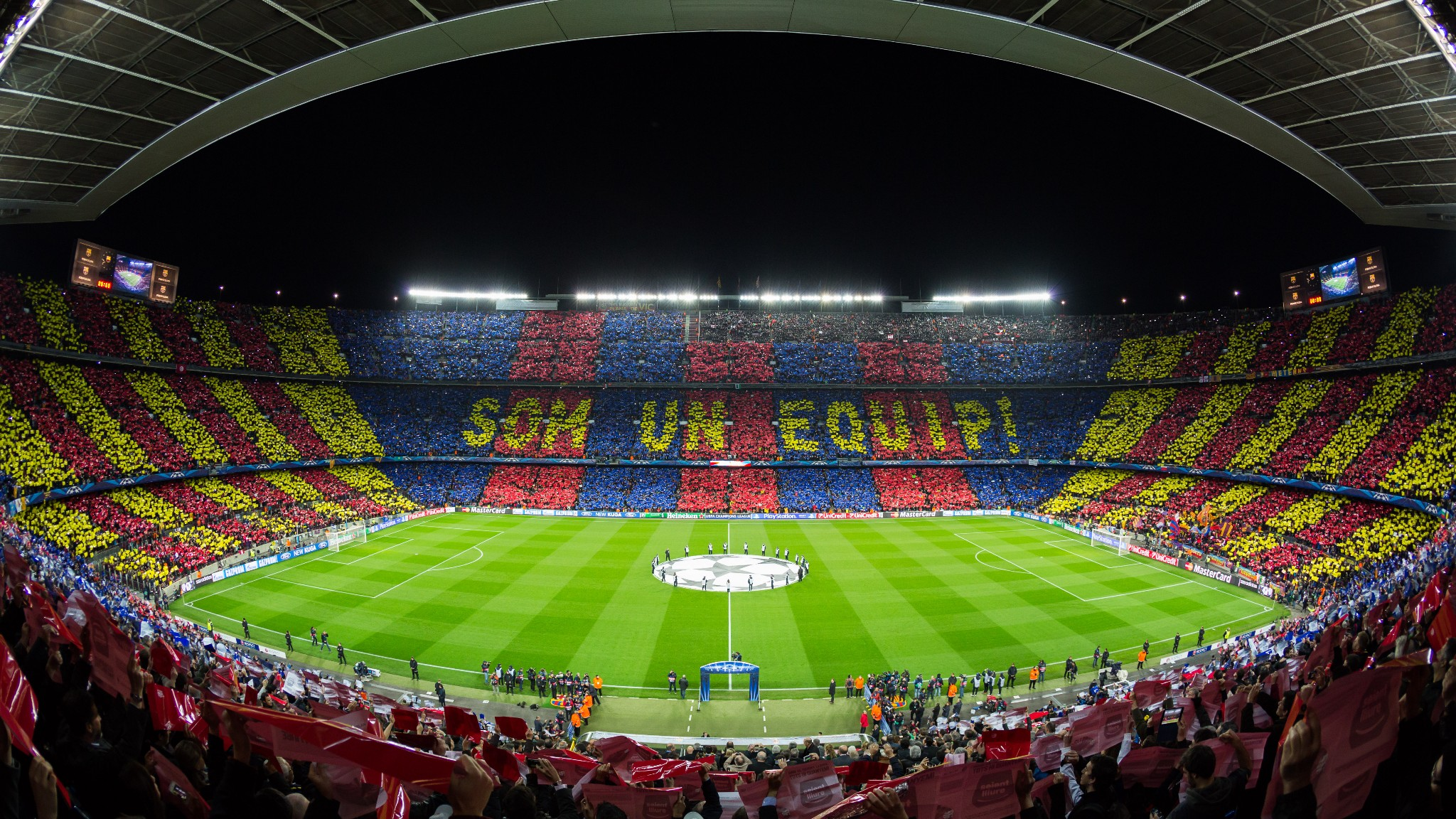
Tifo trên sân Camp Nou trong cuộc lội ngược dòng trước AC Milan năm 2013

Biệt danh culer dành cho một cổ động viên Barcelona có nguồn gốc từ tiếng Catalan cul (tiếng Việt: mông, đít), khi khán giả tại sân vận động đầu tiên, Camp de la Indústria, ngồi với những cul của họ trên khán đài. Ở Tây Ban Nha, khoảng 25% dân số được cho là ủng hộ Barça, đứng thứ hai sau Real Madrid với 32% dân số ủng hộ. Trên khắp châu Âu, Barcelona là câu lạc bộ được lựa chọn thứ hai được yêu thích. Số lượng thành viên của câu lạc bộ đã tăng đáng kể từ 100.000 trong mùa giải 2003–04 lên 170.000 vào tháng 9 năm 2009, sự gia tăng mạnh mẽ được cho là do ảnh hưởng của chiến lược truyền thông của Ronaldinho và chủ tịch lúc bấy giờ là Joan Laporta tập trung vào các phương tiện truyền thông trực tuyến tiếng Tây Ban Nha và tiếng Anh. Tính đến  ngày 30 tháng 6 năm 2022, câu lạc bộ có 143.086 thành viên, được gọi là socis.
Ngoài tư cách thành viên, tính đến  năm March 2022, có 1.264 câu lạc bộ người hâm mộ được đăng ký chính thức, được gọi là penyes , trên khắp thế giới. Các câu lạc bộ cổ động viên quảng bá Barcelona tại địa phương của họ và nhận được những ưu đãi có lợi khi đến thăm Barcelona. Trong số các đội được hỗ trợ tốt nhất trên toàn cầu, Barcelona có lượng người theo dõi trên mạng xã hội cao thứ hai trên thế giới trong số các đội thể thao, với hơn 103 triệu người hâm mộ trên Facebook tính đến  tháng 12 năm 2021, chỉ sau Real Madrid với 111 triệu. Câu lạc bộ có nhiều người nổi tiếng trong số những cổ động viên, bao gồm Giáo hoàng John Paul II, một thành viên danh dự, và cựu thủ tướng Tây Ban Nha José Luis Rodríguez Zapatero.

## Kình địch

### El Clásico

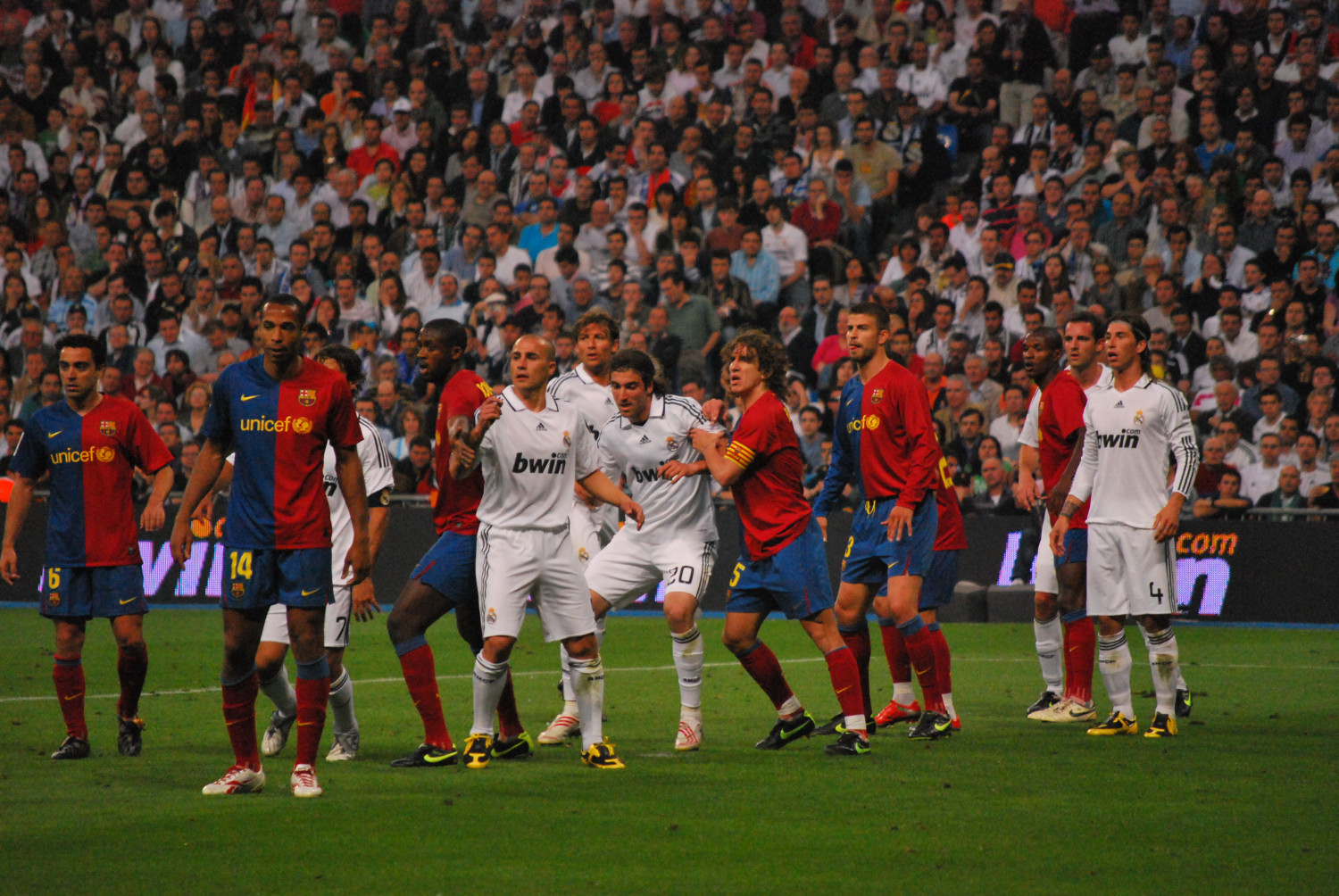
Các cầu thủ chen lấn trong chiến thắng 6–2 của Barcelona trước Real Madrid tại Sân vận động Santiago Bernabéu trong trận El Clásico năm 2009.

Thường có sự cạnh tranh gay gắt giữa hai đội mạnh nhất trong một giải đấu quốc gia, và điều này đặc biệt xảy ra ở La Liga, nơi trận đấu giữa Barcelona và Real Madrid được gọi là "Siêu kinh điển" (El Clásico). Ngay từ khi bắt đầu các giải đấu quốc gia, các câu lạc bộ đã được coi là đại diện của hai khu vực đối địch ở Tây Ban Nha: Catalonia và Castile, cũng như của hai thành phố. Sự cạnh tranh phản ánh điều mà nhiều người coi là căng thẳng chính trị và văn hóa giữa người Catalonia và người Castilian, được một tác giả coi là sự tái hiện Nội chiến Tây Ban Nha. Trong những năm qua, thành tích đối đầu giữa hai câu lạc bộ là 101 chiến thắng cho Madrid, 100 chiến thắng cho Barcelona và 52 trận hòa.

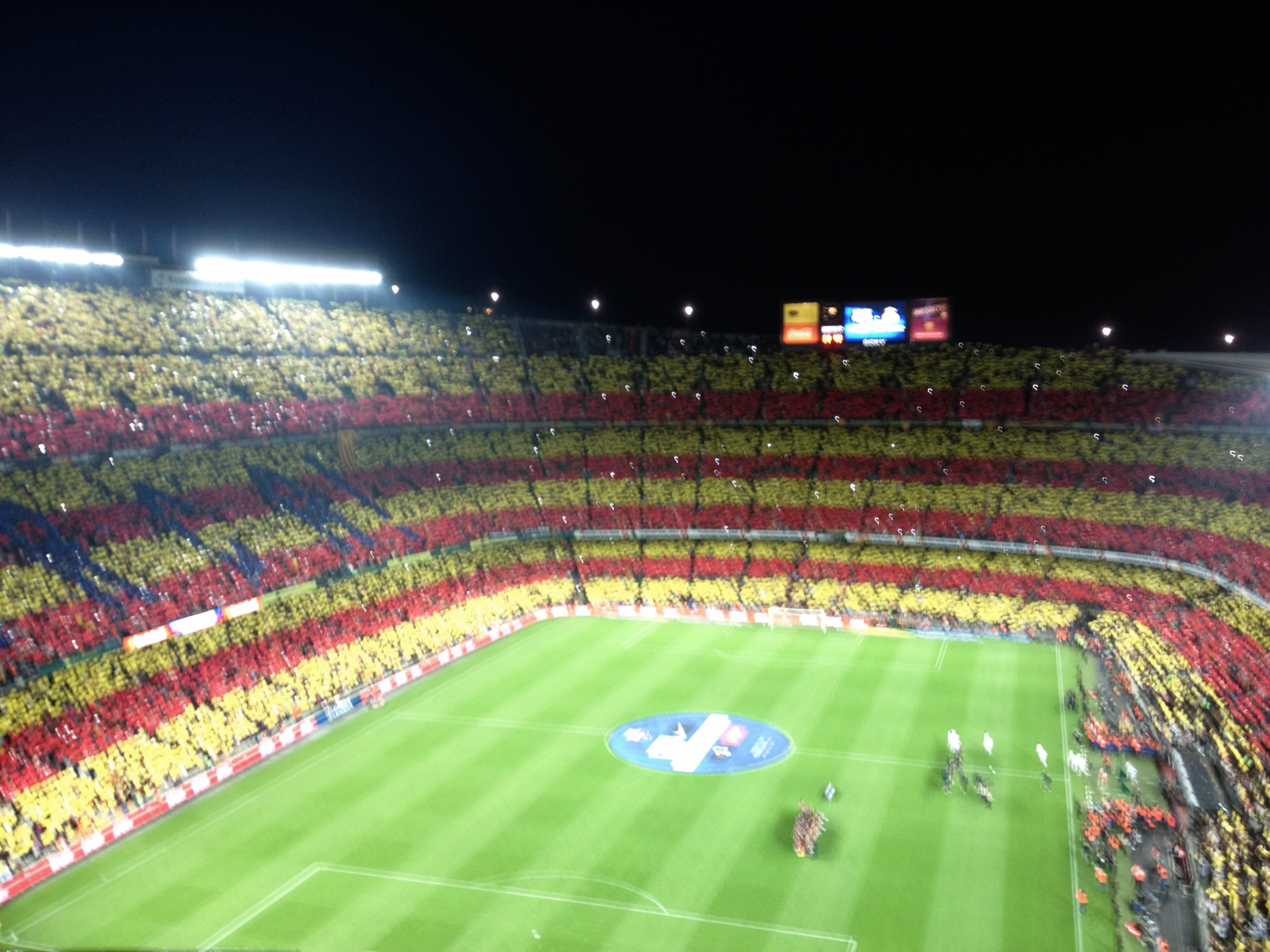
Người hâm mộ Barcelona tạo ra một bức tranh khảm về lá cờ Catalan trước trận El Clasico 2012 tại Camp Nou

Ngay từ những năm 1930, Barcelona "đã nổi tiếng là biểu tượng của bản sắc Catalan, trái ngược với xu hướng tập trung hóa của Madrid". Năm 1936, khi Francisco Franco bắt đầu cuộc đảo chính chống lại nền dân chủ Đệ nhị Cộng hòa Tây Ban Nha, chủ tịch của Barcelona, Josep Sunyol, thành viên của Đảng Cộng hòa Cánh tả Catalonia và Phó của The Cortes, đã bị bắt và bị xử tử không bị quân đội của Franco xét xử (Sunyol đang thực hiện các hoạt động chính trị của mình, đến thăm quân đội Cộng hòa ở phía bắc Madrid). Trong chế độ độc tài của Miguel Primo de Rivera và đặc biệt là Francisco Franco, tất cả các ngôn ngữ và bản sắc khu vực ở Tây Ban Nha đều bị phản đối và hạn chế. Do đó, hầu hết công dân của Barcelona đều phản đối mạnh mẽ chế độ giống như phát xít. Trong giai đoạn này, Barcelona đã đạt được phương châm Més que un club (tiếng Việt: Hơn cả một câu lạc bộ) vì bị cáo buộc có mối liên hệ với chủ nghĩa dân tộc Catalunya cũng như niềm tin tiến bộ.
Có một cuộc tranh cãi đang diễn ra về mức độ mà sự cai trị của Franco (1939–75) đã ảnh hưởng đến các hoạt động và kết quả trên sân của cả Barcelona và Real Madrid. Người hâm mộ của cả hai câu lạc bộ có xu hướng phóng đại những huyền thoại có lợi cho câu chuyện của họ. Hầu hết các nhà sử học đều đồng ý rằng Franco không có đội bóng ưa thích, nhưng niềm tin theo chủ nghĩa dân tộc Tây Ban Nha của anh ấy đã khiến anh ấy liên kết mình với các đội lâu đời, chẳng hạn như Atlético Aviación và Madrid FC (đã lấy lại tên hoàng gia sau khi nền Cộng hòa sụp đổ). Mặt khác, anh ấy cũng muốn CF Barcelona được đổi tên thành "đội bóng Tây Ban Nha" hơn là đội bóng xứ Catalan. Trong những năm đầu dưới triều đại của Franco, Real Madrid thi đấu không mấy thành công, chỉ giành được 2 danh hiệu Copa del Generalísimo và Copa Eva Duarte; Barcelona đã giành được ba chức vô địch, một Copa del Generalísimo và một Copa Eva Duarte. Trong thời kỳ đó, Atlético Aviación được cho là đội được ưu tiên hơn Real Madrid. Những câu chuyện gây tranh cãi nhất trong giai đoạn này bao gồm chiến thắng 11–1 trên sân nhà của Real Madrid trước Barcelona ở Copa del Generalísimo, nơi đội bóng xứ Catalan bị cáo buộc là có hành vi đe dọa và vụ chuyển nhượng Alfredo Di Stéfano gây tranh cãi đến Real Madrid bất chấp thỏa thuận của ông với Barcelona. Vụ chuyển nhượng sau đó là một phần của chủ tịch Real Madrid, "cuộc cách mạng" của Santiago Bernabéu mở ra kỷ nguyên thống trị chưa từng có. Bernabéu, bản thân là một cựu chiến binh trong Nội chiến, người đã chiến đấu cho lực lượng của Franco, đã chứng kiến Real Madrid không chỉ đứng đầu bóng đá Tây Ban Nha mà còn cả châu Âu, giúp tạo ra Cúp C1 châu Âu, giải đấu thực sự đầu tiên dành cho các câu lạc bộ xuất sắc nhất châu Âu. Tầm nhìn của ông đã thành hiện thực khi Real Madrid không chỉ bắt đầu giành chức vô địch liên tiếp mà còn vô địch 5 kỳ cúp châu Âu đầu tiên vào những năm 1950. Những sự kiện này có tác động sâu sắc đến bóng đá Tây Ban Nha và ảnh hưởng đến thái độ của Franco. Theo các nhà sử học, trong thời gian này, ông nhận ra tầm quan trọng của Real Madrid đối với hình ảnh quốc tế của chế độ ông, và câu lạc bộ đã trở thành đội bóng ưa thích của ông cho đến khi ông qua đời.Fernando Maria Castiella, người từng là Bộ trưởng Bộ Ngoại giao dưới thời Franco từ năm 1957 đến năm 1969, lưu ý rằng "[Real Madrid] là đại sứ quán tốt nhất mà chúng tôi từng có." Franco qua đời năm 1975, và quá trình chuyển đổi dân chủ của Tây Ban Nha diễn ra ngay sau đó. Dưới sự dẫn dắt của ông, Real Madrid đã giành được 14 chức vô địch quốc gia, 6 danh hiệu Copa del Generalísimo, 1 Copa Eva Duarte, 6 cúp châu Âu, 2 cúp Latin và 1 cúp Liên lục địa. Trong cùng thời gian, Barcelona đã giành được 8 chức vô địch quốc gia, 9 danh hiệu Copa del Generalísimo, 3 danh hiệu Copa Eva Duarte, 3 Cúp Hội chợ Liên thành phố và 2 Cúp Latin.
Sự kình địch càng gia tăng trong những năm 1950 khi các câu lạc bộ tranh chấp việc ký hợp đồng với Alfredo Di Stéfano. Di Stéfano đã gây ấn tượng với cả Barcelona và Real Madrid khi chơi cho Los Millionarios ở Bogotá, Colombia, trong một cuộc đình công của các cầu thủ ở quê hương Argentina của ông. Ngay sau khi Millonarios trở lại Colombia, các giám đốc của Barcelona đã đến thăm Buenos Aires và đồng ý với River Plate, đội cuối cùng trực thuộc FIFA đã nắm giữ các quyền của Di Stéfano, về vụ chuyển nhượng của ông vào năm 1954 với giá trị tương đương 150 triệu lira Ý (theo các nguồn khác 200.000 đô la). Điều này bắt đầu một cuộc chiến giữa hai đối thủ Tây Ban Nha để giành quyền lợi của mình. FIFA chỉ định Armando Muñoz Calero, cựu chủ tịch LĐBĐ Tây Ban Nha làm trung gian hòa giải. Calero quyết định để Di Stéfano chơi các mùa giải 1953–54 và 1955–56 ở Madrid, và các mùa giải 1954–55 và 1956–57 ở Barcelona. Thỏa thuận đã được phê duyệt bởi Hiệp hội bóng đá và các câu lạc bộ tương ứng của họ. Mặc dù người Catalonia đã đồng ý, nhưng quyết định này đã tạo ra nhiều bất bình khác nhau giữa các thành viên Blaugrana và chủ tịch buộc phải từ chức vào tháng 9 năm 1953.Los Blancos, ký hợp đồng bốn năm. Real đã trả 5,5 triệu pesetas Tây Ban Nha cho vụ chuyển nhượng, cộng với 1,3 triệu tiền thưởng khi mua hàng, phí hàng năm phải trả cho Millonarios và mức lương 16.000 cho Di Stéfano cùng với tiền thưởng gấp đôi đồng đội của anh ấy, tổng cộng là 40 % doanh thu hàng năm của câu lạc bộ Madrid.
Di Stéfano trở thành nhân tố không thể thiếu trong thành công sau đó của Real Madrid, ghi hai bàn trong trận đầu tiên gặp Barcelona. Với ông, Madrid đã vô địch năm giải đấu đầu tiên của Cúp C1 châu Âu. Thập niên 1960 chứng kiến sự kình địch vươn tới tầm châu Âu khi Real Madrid và Barcelona gặp nhau hai lần tại Cúp C1 châu Âu, Madrid chiến thắng trên đường giành chức vô địch thứ năm liên tiếp vào các năm 1959–60 và Barcelona thắng trên đường để thua trận chung kết năm 1960–61. Năm 2002, cuộc chạm trán ở châu Âu giữa các câu lạc bộ được truyền thông Tây Ban Nha mệnh danh là "Trận đấu của thế kỷ", và chiến thắng của Madrid đã được hơn 500 triệu người theo dõi. Một trận đấu căng thẳng được đánh dấu bởi sự vô kỷ luật của nó bên cạnh những màn ăn mừng bàn thắng đáng nhớ của cả hai đội – thường liên quan đến việc chế giễu đối phương – những màn ăn mừng đáng chú ý như vậy diễn ra vào năm 2009 khi đội trưởng Carles Puyol của Barcelona hôn chiếc băng đội trưởng xứ Catalan của anh ấy trước những người hâm mộ Madrid đang cuồng nhiệt tại Sân vận động Santiago Bernabéu và vào năm 2017 khi Lionel Messi ăn mừng bàn thắng ở phút thứ 93 của anh ấy người chiến thắng cho Barcelona trong trận đấu với Real Madrid tại Bernabéu bằng cách cởi chiếc áo thi đấu Barcelona của anh và giơ nó lên trước mặt những người hâm mộ Real Madrid đang vô cùng tức giận – với tên và số của anh hướng về phía họ.

### El derbi Barceloní

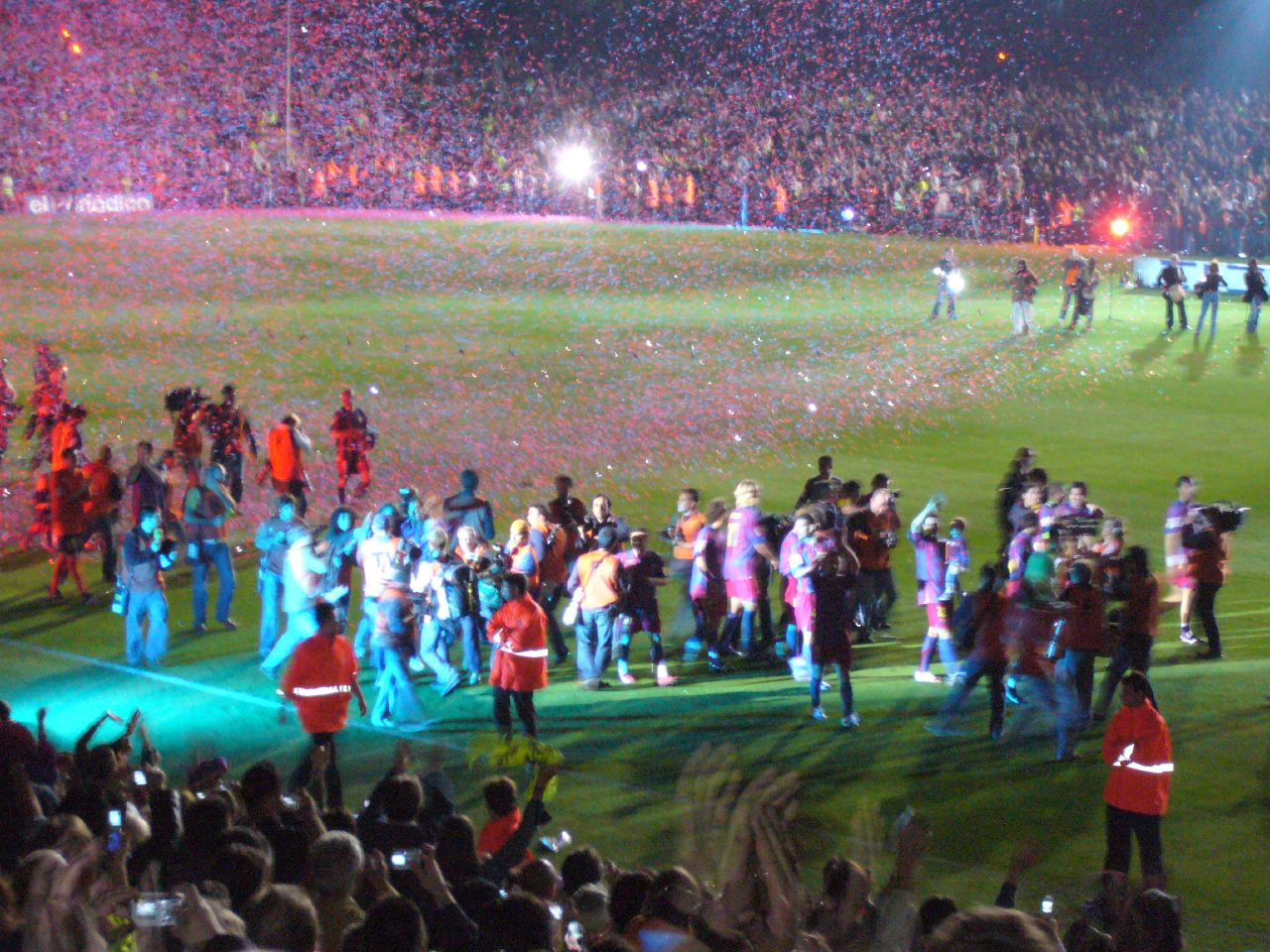
Các cầu thủ Barcelona diễu hành chiếc cúp La Liga quanh Camp Nou vào tháng 5 năm 2006 sau khi đánh bại Espanyol trong trận sân nhà cuối cùng của mùa giải.

Đối thủ truyền kiếp của Barça luôn là Espanyol. Blanc-i-blaus, là một trong những câu lạc bộ được hoàng gia bảo trợ, được thành lập độc quyền bởi những người hâm mộ bóng đá Tây Ban Nha, không giống như tính chất đa quốc gia của hội đồng chính của Barça. Thông điệp thành lập của câu lạc bộ rõ ràng là chống lại Barcelona, và họ không tán thành việc coi FC Barcelona là một đội bóng của người ngoại quốc. Sự kình địch càng được củng cố bởi điều mà người Catalonia coi là một đại diện khiêu khích của Madrid. Sân ban đầu của họ là ở quận giàu có Sarrià.
Theo truyền thống, Espanyol được đại đa số công dân Barcelona coi là một câu lạc bộ nuôi dưỡng kiểu tuân thủ chính quyền trung ương, hoàn toàn trái ngược với tinh thần cách mạng của Barça. Cũng trong những năm 1960 và 1970, trong khi FC Barcelona hoạt động như một lực lượng tích hợp cho những người mới đến Catalonia từ các vùng nghèo hơn của Tây Ban Nha mong muốn tìm được một cuộc sống tốt hơn, thì Espanyol chủ yếu thu hút sự hỗ trợ từ các bộ phận thân cận với chế độ như cảnh sát, quân đội, sĩ quan, công chức và phần tử phát xít tốc lực.
Năm 1918, Espanyol bắt đầu phản đối quyền tự trị, vào thời điểm đó đã trở thành một vấn đề thích hợp. Sau đó, một nhóm ủng hộ Espanyol sẽ tham gia phe Falangist trong Nội chiến Tây Ban Nha, đứng về phía phát xít. Bất chấp những khác biệt về ý thức hệ, trận derbi luôn phù hợp với những người ủng hộ Espanyol hơn là Barcelona do sự khác biệt về mục tiêu. Trong những năm gần đây, sự cạnh tranh đã trở nên ít mang tính chính trị hơn, khi Espanyol dịch tên chính thức và quốc ca của mình từ tiếng Tây Ban Nha sang tiếng Catalan.
Dù là trận derby địa phương có nhiều người chơi nhất trong lịch sử La Liga, nhưng nó cũng là trận không cân bằng nhất, với Barcelona áp đảo hoàn toàn. Trong bảng xếp hạng giải hạng nhất, Espanyol chỉ xếp trên Barça ba lần trong 87 mùa giải (1928–2022) và trận chung kết Copa del Rey toàn Catalonia duy nhất thuộc về Barça vào năm 1957. Espanyol có niềm an ủi khi đạt được chiến thắng cách biệt lớn nhất với tỷ số 6–0 vào năm 1951, trong khi trận thắng đậm nhất của Barcelona là 5–0 trong bảy lần (vào các năm 1933, 1947, 1964, 1975, 1992, 2016 và 2017). Espanyol đã giành chiến thắng 2–1 trước Barça trong mùa giải 2008–09, trở thành đội đầu tiên đánh bại Barcelona tại Camp Nou trong mùa giải giành cú ăn ba của họ.

### Kỳ phùng địch thủ với AC Milan

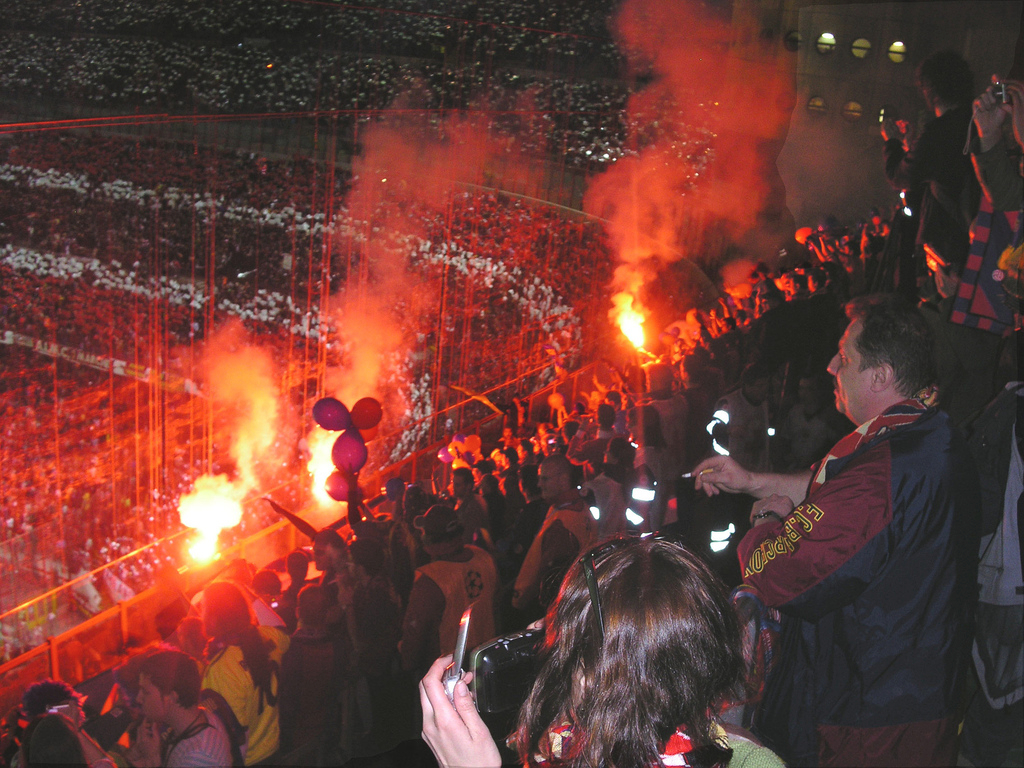
Nhóm ultras Boixos Nois của Barcelona trong trận bán kết UEFA Champions League 2005–06 với AC Milan tại San Siro

Một trong những đối thủ của Barcelona ở bóng đá châu Âu là câu lạc bộ Ý AC Milan. Đội mà Barcelona đối đầu nhiều trận nhất (19), đây cũng là đội có nhiều trận đấu thứ hai ở các giải đấu châu Âu, đồng hạng với Real Madrid–Juventus và cả hai sau Real Madrid– Bayern München (26). Hai trong số những câu lạc bộ thành công nhất ở châu Âu, Milan đã giành được bảy Cúp C1 châu Âu so với năm của Barça, trong khi cả hai câu lạc bộ đã giành được kỷ lục năm Siêu cúp châu Âu. Barcelona và Milan đã giành được các danh hiệu châu lục khác, khiến họ trở thành những đội bóng giàu thành tích thứ hai và thứ ba trong bóng đá thế giới, với lần lượt là 20 và 18 danh hiệu, cả hai đều xếp sau Real Madrid với 26 danh hiệu.
Barcelona dẫn đầu về thành tích đối đầu với tám trận thắng và năm trận thua. Lần chạm trán đầu tiên giữa hai câu lạc bộ là ở Cúp C1 châu Âu 1959–60. Họ đối đầu ở vòng 16 đội và Barça đã giành chiến thắng với tỷ số chung cuộc 7–1 (0–2 tại Milan và 5–1 tại Barcelona). Trong khi Milan chưa bao giờ loại Barcelona khỏi Cúp C1 châu Âu, họ đã đánh bại Dream Team của Johan Cruyff 4–0 trong trận chung kết Champions League 1994, mặc dù là đội yếu hơn. Tuy nhiên, vào năm 2013, Barcelona đã có màn lội ngược dòng "lịch sử" sau thất bại 0–2 ở lượt đi ở vòng 16 đội Champions League 2012–13, giành chiến thắng 4–0 tại Camp Nou.

## Quyền sở hữu và tài chính

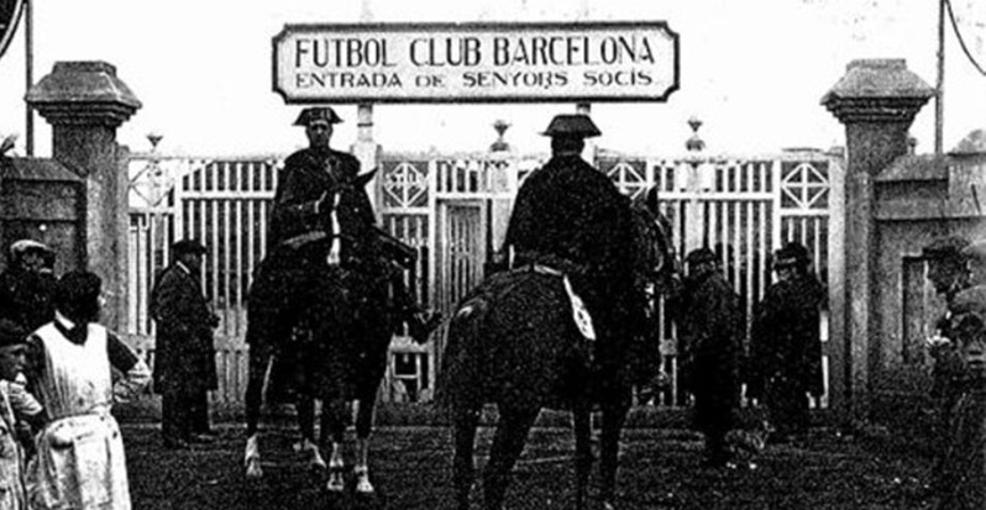
Lực lượng bảo vệ dân sự ở lối vào socis của Camp de la Indústria

Cùng với Real Madrid, Athletic Bilbao và Osasuna, Barcelona được cơ cấu như một tổ chức phi lợi nhuận. Không giống như công ty TNHH, không thể mua cổ phần trong câu lạc bộ mà chỉ có tư cách thành viên. Các thành viên của Barcelona, được gọi là socis, tạo thành một hội đồng đại biểu là cơ quan quản lý cao nhất của câu lạc bộ. Tính đến  ngày 30 tháng 6 năm 2022, câu lạc bộ có 143.086 socis.
Năm 2010, Forbes đánh giá giá trị của Barcelona vào khoảng 752 triệu euro (1 tỷ USD), xếp thứ tư sau Manchester United, Real Madrid và Arsenal, dựa trên số liệu của mùa giải 2008–09. Theo Deloitte, Barcelona có doanh thu kỷ lục là 366 triệu € trong cùng thời kỳ, xếp thứ hai sau Real Madrid, đội đã tạo ra doanh thu 401 triệu €. Năm 2013, tạp chí Forbes xếp Barcelona là đội thể thao có giá trị thứ ba trên thế giới, sau Real Madrid và Manchester United, với giá trị 2,6 tỷ USD. Năm 2014,Forbes xếp họ là đội thể thao có giá trị thứ hai trên thế giới, trị giá 3,2 tỷ đô la và Deloitte xếp họ là câu lạc bộ bóng đá giàu thứ tư thế giới về doanh thu, với doanh thu hàng năm là 484,6 triệu euro. Năm 2017, Forbes xếp họ là đội thể thao giá trị thứ tư trên thế giới với giá trị đội là 3,64 tỷ USD. Năm 2018, Barcelona trở thành đội thể thao đầu tiên vượt mốc 1 tỷ đô la doanh thu hàng năm. Vào tháng 11 năm 2018, Barcelona trở thành đội thể thao đầu tiên có mức lương trung bình cho đội một vượt quá 10 triệu bảng Anh (13,8 triệu USD) mỗi năm. Tuy nhiên, nhiều năm chi tiêu hoang phí dưới sự lãnh đạo của Josep Maria Bartomeu (chủ tịch từ năm 2014 đến năm 2020) và các yếu tố khác, chẳng hạn như đại dịch COVID-19, đã khiến tổng nợ của câu lạc bộ tăng lên khoảng 1,4 tỷ đô la vào năm 2021, phần lớn là nợ ngắn hạn.

## Kỷ lục

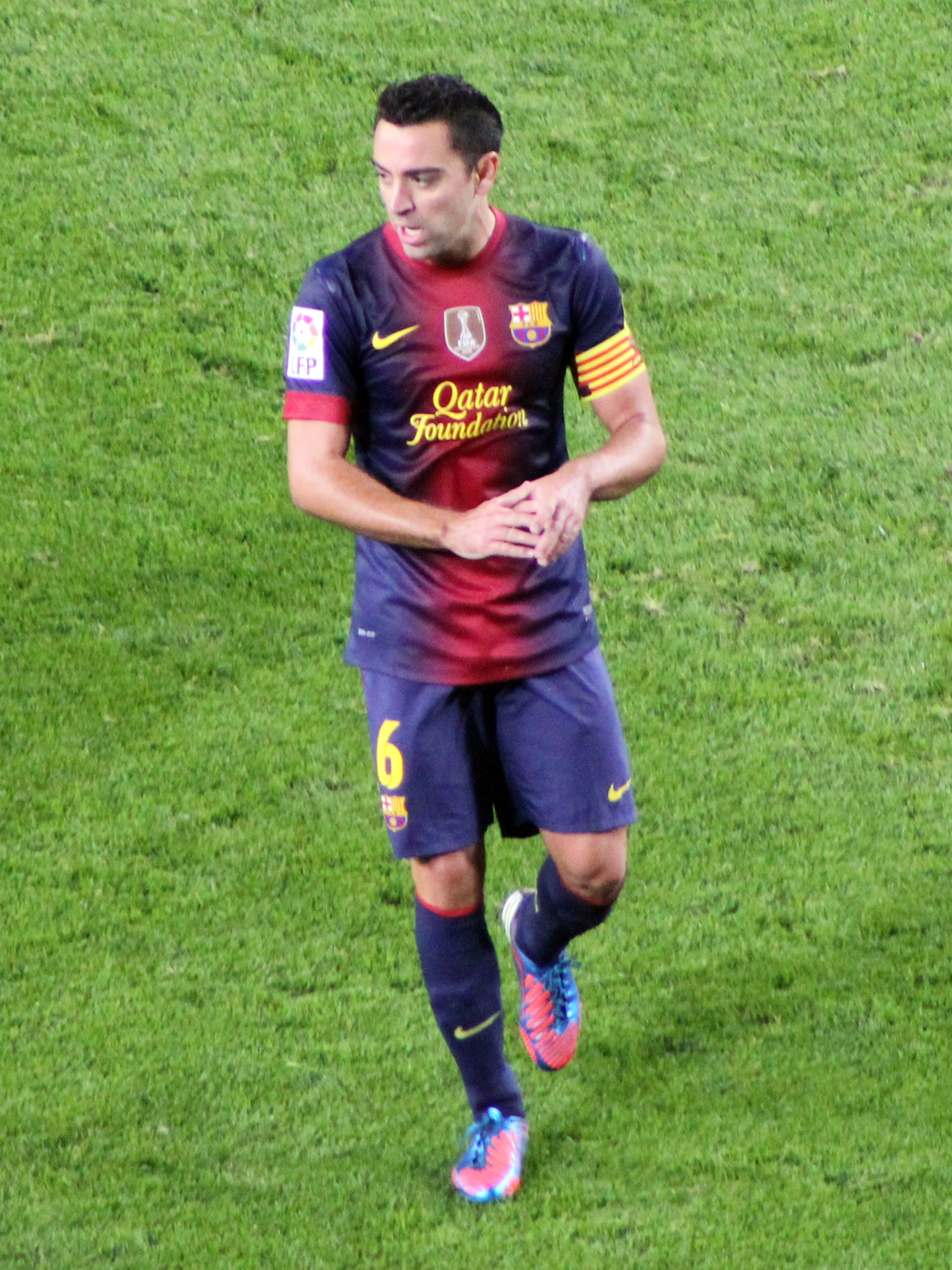
Xavi đã có tổng cộng 767 lần ra sân cho Barcelona, một kỷ lục cũ của câu lạc bộ.

Vào tháng 3 năm 2021, Lionel Messi đã vượt qua kỷ lục 767 trận chơi cho câu lạc bộ của Xavi, và hiện có 778 lần ra sân chính thức trên mọi đấu trường, đồng thời giữ kỷ lục ra sân nhiều nhất trong các trận đấu tại La Liga cho Barcelona, với 520 trận.

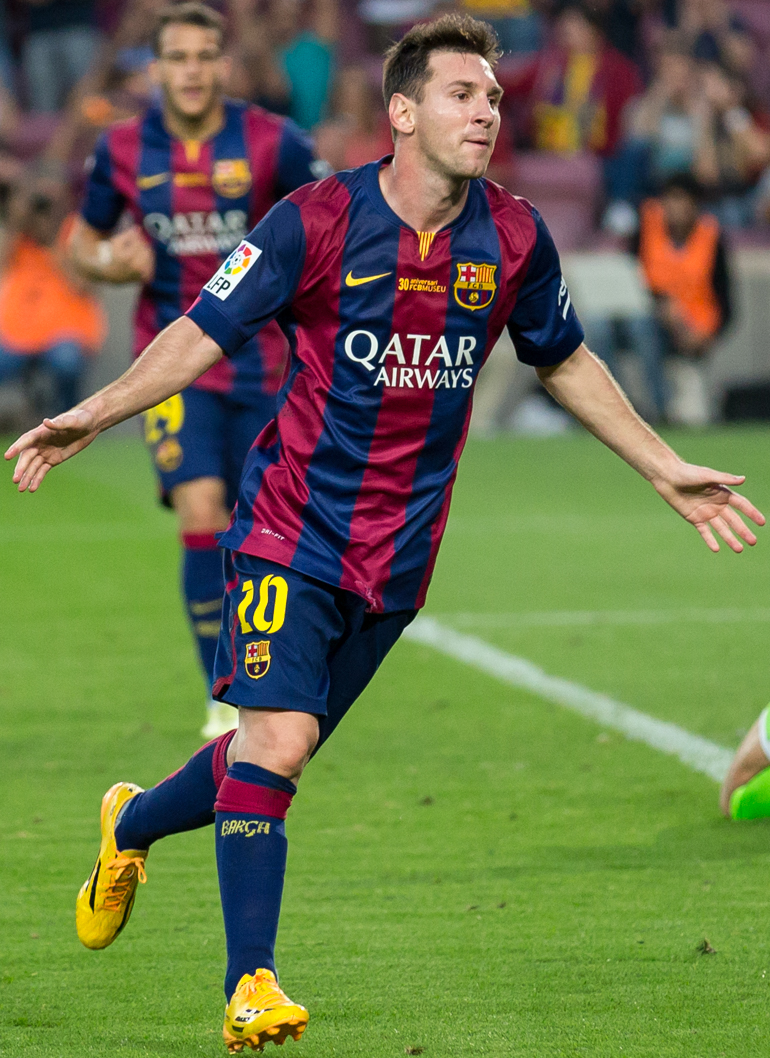
Lionel Messi là cầu thủ ra sân nhiều nhất mọi thời đại của Barcelona, cầu thủ ghi bàn hàng đầu và là cầu thủ ghi nhiều bàn thắng nhất cho một câu lạc bộ.

Cầu thủ ghi nhiều bàn thắng nhất mọi thời đại cho Barcelona trong các giải đấu chính thức là Lionel Messi với 672 bàn thắng, vượt qua 369 bàn thắng của Paulino Alcántara vào tháng 3 năm 2014, một kỷ lục đã tồn tại 87 năm. Vào tháng 12 năm 2020, Messi cũng vượt qua 643 bàn thắng của Pelé cho Santos để trở thành cầu thủ ghi bàn chính thức cao nhất cho một câu lạc bộ. Messi là cầu thủ ghi bàn kỷ lục cho Barcelona ở các giải đấu cấp câu lạc bộ và châu Âu, và là cầu thủ ghi bàn kỷ lục với 474 bàn thắng ở La Liga. Bốn cầu thủ khác đã ghi được hơn 100 bàn thắng cho Barcelona: César Rodríguez (190), Luis Suárez (147), László Kubala (131) và Samuel Eto'o (108). Josep Samitier là cầu thủ ghi nhiều bàn thắng nhất cho câu lạc bộ tại Copa del Rey, với 64 bàn thắng.
László Kubala giữ kỷ lục ghi nhiều bàn thắng nhất trong một trận ở La Liga, với bảy bàn vào lưới Sporting Gijón năm 1952. Lionel Messi đồng giữ kỷ lục tại Champions League với 5 bàn thắng vào lưới Bayer Leverkusen vào năm 2012. Eulogio Martínez trở thành cầu thủ ghi nhiều bàn thắng nhất cho Barça trong một trận đấu cúp khi ông ghi bảy bàn vào lưới Atlético Madrid năm 1957.
Các thủ môn của Barcelona đã giành được số danh hiệu Zamora kỷ lục (20), với Antoni Ramallets và Víctor Valdés mỗi người giành được kỷ lục năm danh hiệu. Valdés có tỷ lệ 0,832 bàn thua mỗi trận, một kỷ lục La Liga, và anh cũng giữ kỷ lục không để thủng lưới bàn lâu nhất (896 phút) trên mọi đấu trường cho Barcelona. Claudio Bravo có kỷ lục khởi đầu bất bại tốt nhất trong một mùa giải trong lịch sử La Liga, với 754 phút.

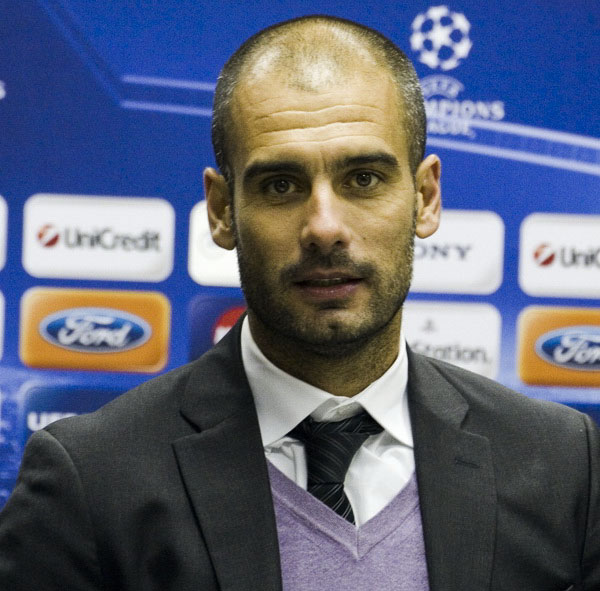
Pep Guardiola là huấn luyện viên thành công nhất của Barcelona, với 14 danh hiệu.

Huấn luyện viên tại vị lâu nhất của Barcelona là Jack Greenwell, với 9 năm trong hai nhiệm kỳ (1917–1924) và (1931–1933), và Pep Guardiola là huấn luyện viên thành công nhất của câu lạc bộ (14 danh hiệu trong 4 năm). Cầu thủ thành công nhất của Barcelona là Lionel Messi với 35 danh hiệu, vượt qua Andrés Iniesta với 32 danh hiệu.
Camp Nou của Barcelona là sân vận động lớn nhất ở châu Âu. Số khán giả đến xem sân nhà cao nhất của câu lạc bộ là 120.000 người trong trận tứ kết Cúp C1 châu Âu gặp Juventus vào ngày 3 tháng 3 năm 1986. Việc hiện đại hóa Camp Nou trong những năm 1990 và sự ra đời của các khán đài có đủ chỗ ngồi đồng nghĩa với việc kỷ lục này sẽ không thể bị phá vỡ trong tương lai gần vì sức chứa hiện tại của sân vận động là 99.354.
El Barça de les Cinc Copes là đội đầu tiên của bóng đá Tây Ban Nha giành được 5 danh hiệu trong một mùa giải (1951–1952). Barcelona là câu lạc bộ duy nhất đã tham dự mọi mùa giải ở châu Âu kể từ khi họ bắt đầu vào năm 1955, tính cả giải đấu không thuộc UEFA Inter-Cities Fairs Cup. Vào ngày 18 tháng 12 năm 2009, bên cạnh việc là câu lạc bộ Tây Ban Nha duy nhất giành được cú ăn ba lục địa, Barcelona còn trở thành đội bóng châu Âu đầu tiên giành được sáu danh hiệu trong một năm dương lịch (một sáu danh hiệu). Vào tháng 1 năm 2018, Barcelona đã ký hợp đồng với Philippe Coutinho từ Liverpool với giá 120 triệu euro, mức phí chuyển nhượng cao nhất trong lịch sử câu lạc bộ. Vào tháng 8 năm 2017, cầu thủ Neymar của Barcelona chuyển đến Paris Saint-Germain với mức phí chuyển nhượng kỷ lục thế giới là 222 triệu euro.
Năm 2016, La Masia của Barcelona được xếp hạng thứ hai bởi Trung tâm Nghiên cứu Thể thao Quốc tế (CIES) với tư cách là học viện sản xuất cầu thủ cấp cao nhất trên thế giới.

## Huy hiệu và trang phục thi đấu
Biểu tượng ban đầu của câu lạc bộ là một biểu tượng hình kim cương được chia đôi, trên cùng là Vương miện của Aragón và con dơi của Vua James, và được bao quanh bởi hai nhánh, một nhánh của cây nguyệt quế và nhánh còn lại là cây cọ. Câu lạc bộ đã chia sẻ huy hiệu của Barcelona, như một minh chứng cho sự đồng nhất của nó với thành phố và mong muốn được công nhận là một. Năm 1910, câu lạc bộ tổ chức một cuộc thi giữa các thành viên để thiết kế một huy hiệu mới. Người chiến thắng là Carles Comamala, lúc đó đang chơi cho câu lạc bộ. Đề xuất của Comamala đã trở thành huy hiệu mà câu lạc bộ mặc ngày nay, với một số biến thể nhỏ. HUy hiệu bao gồm St George Crossở góc trên bên trái với cờ Catalunya bên cạnh và màu của đội ở dưới cùng.
Màu xanh lam và ngọc hồng lựu của áo thi đấu lần đầu tiên được mặc trong trận đấu với Hispania vào năm 1900. Một số giả thuyết cạnh tranh đã được đưa ra cho thiết kế xanh lam và ngọc hồng lựu của áo thi đấu Barcelona. Con trai của tổng thống đầu tiên, Arthur Witty, tuyên bố đó là ý tưởng của cha anh ấy vì màu sắc giống với đội của Trường Merchant Taylor. Một lời giải thích khác, theo tác giả Toni Strubell, là màu sắc có từ Đệ nhất Cộng hòa của Robespierre. Ở Catalonia, nhận thức phổ biến là màu sắc được chọn bởi Joan Gamper và là màu của đội bóng quê hương ông, FC Basel.
Từ năm 1998, câu lạc bộ đã ký hợp đồng với Nike. Vào năm 2016, thỏa thuận đã được gia hạn đến năm 2028 với mức kỷ lục 155 triệu euro mỗi năm. Hợp đồng bao gồm một điều khoản xử phạt hoặc chấm dứt thỏa thuận bất cứ lúc nào nếu Barcelona không đủ điều kiện tham dự các giải đấu châu Âu hoặc bị xuống hạng khỏi La Liga.
| 1899–1910 | 1910      | 2004–2005 | 2005–2006 | 2006–2007 |
| 2007–2008 | 2008–2009 | 2009–2010 | 2010–2011 | 2011–2012 |
| 2012–2013 | 2013–2014 | 2014–2015 | 2015–2016 | 2016–2017 |
| 2017–2018 | 2018–2019 | 2019–2020 | 2020–2021 | 2021–2022 |
| 2022–2023 |           |           |           |           |
| --------- | --------- | --------- | --------- | --------- |

Ghi chú
1. ↑  Bộ quần áo bóng đá đầu tiên mà câu lạc bộ mặc vào năm 1899.[283] Trong mùa giải 1999–2000, một mẫu trang phục tương tự đã được mặc để kỷ niệm 100 năm thành lập câu lạc bộ.[284]
2. ↑  Đồng phục truyền thống của Barcelona.[285]
3. ↑  Câu lạc bộ đã sử dụng sọc ngang trong suốt mùa giải 2015–16.[286]
4. ↑  Câu lạc bộ đã sử dụng thiết kế ca-rô trong mùa giải 2019–20.[287]
5. ↑  Câu lạc bộ đã sử dụng quần đùi một nửa và áo sơ mi lấy cảm hứng từ biểu trưng trong mùa giải 2021–22.[288]

### Các nhà tài trợ được in tên trên áo đấu

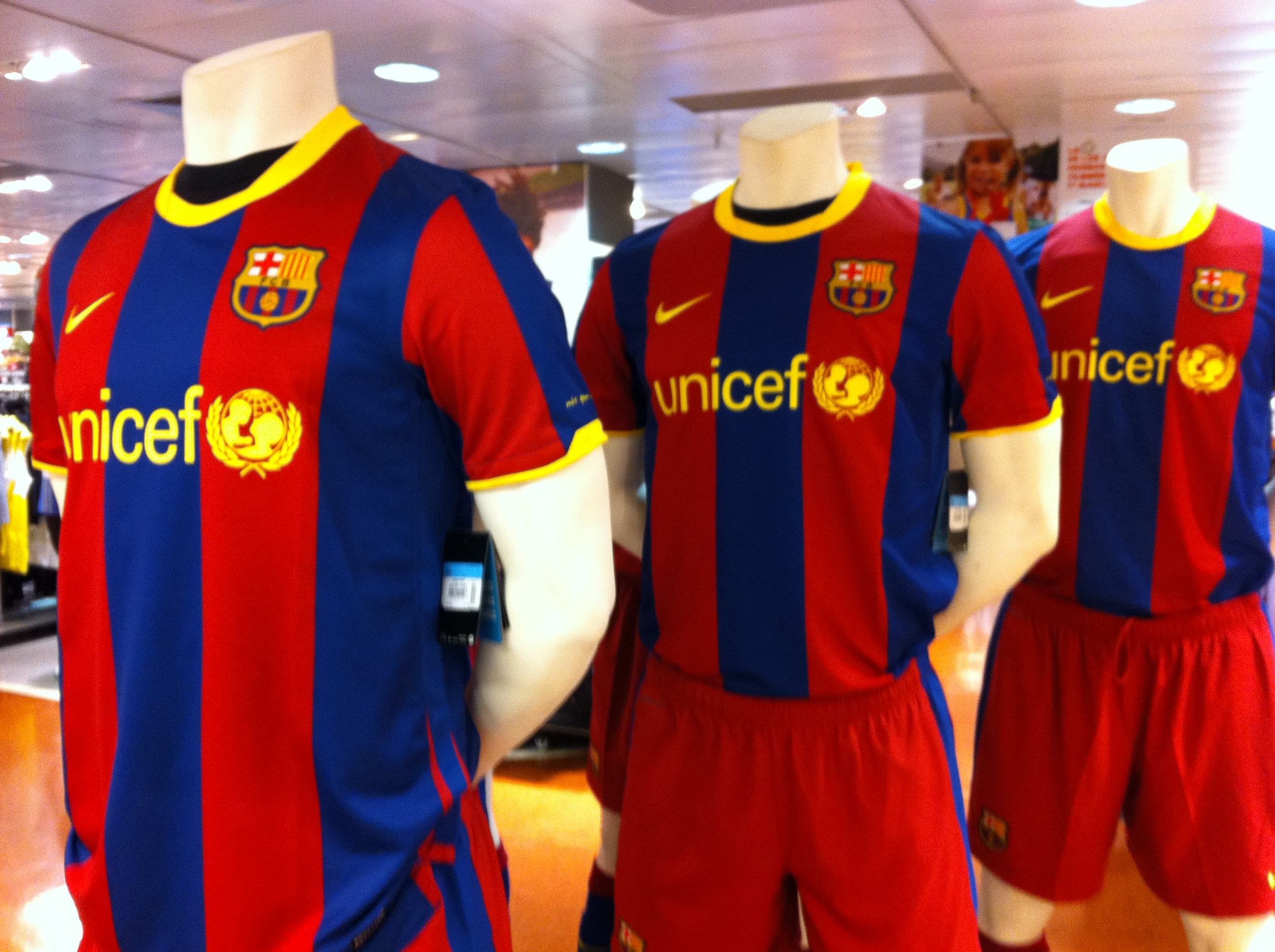
Áo đấu của Barca mùa giải 2010-2011 với logo của Nike. Đây là nhà tài trợ bộ quần áo chính thức của Barcelona từ năm 1998.

| Giai đoạn | Nhà tài trợ trang phục | Nhà tài trợ chính                   | Các nhà tài trợ phụ                              |
| --------- | ---------------------- | ----------------------------------- | ------------------------------------------------ |
| 1899–1982 | None                   | Không có                            | Không có                                         |
| 1982–1992 | Meyba                  | Không có                            | Không có                                         |
| 1992–1998 | Kappa                  | Không có                            | Không có                                         |
| 1998–2004 | Nike                   | Không có                            | Không có                                         |
| 2004–2006 | Nike                   | Không có                            | TV3 (tay áo bên trái)                            |
| 2006–2011 | Nike                   | UNICEF                              | TV3 (tay áo bên trái)                            |
| 2011–2013 | Nike                   | Qatar Foundation                    | TV3 (tay áo bên trái) & UNICEF (đằng sau áo)     |
| 2013–2014 | Nike                   | Qatar Airways (33,5 triệu euro/năm) | UNICEF (đằng sau áo)                             |
| 2014–2017 | Nike                   | Qatar Airways (33,5 triệu euro/năm) | Beko (tay áo bên trái) & UNICEF (đằng sau áo)    |
| 2017–2021 | Nike                   | Rakuten (55 triệu euro/năm)         | Beko (tay áo bên trái) & UNICEF (đằng sau áo)    |
| 2021–2022 | Nike                   | Rakuten (55 triệu euro/năm)         | UNICEF (đằng sau áo)                             |
| 2022–2023 | Nike                   | Spotify                             | UNHCR (lưng áo)                                  |
| 2023–     | Nike                   | Spotify                             | AMBILIGHT TV (tay áo bên trái) & UNHCR (lưng áo) |

## Bài hát truyền thống

Tổng phổ El Cant del Barça, ca khúc chính thức hiện nay của FC Barcelona

Trong suốt lịch sử của mình, câu lạc bộ đã có nhiều bài hát chính thức khác nhau. Bài hát chính thức được sử dụng ngày nay là El Cant del Barça (Bài ca của Barça), được sáng tác vào năm 1974 nhân dịp kỷ niệm 75 năm thành lập câu lạc bộ. Các tác giả Josep Maria Espinás và Jaume Picas đã sáng tác lời bài hát bằng tiếng Catalan, còn phần nhạc do Manuel Valls sáng tác.
Bài hát được biểu diễn lần đầu tiên vào ngày 27 tháng 11 năm 1974 tại sân vận động Camp Nou trước trận đấu giữa FC Barcelona và đội tuyển quốc gia Đông Đức bởi dàn hợp xướng 3.500 người do Oriol Martorell chỉ huy. Vào ngày 28 tháng 11 năm 1988, để kỷ niệm một trăm năm thành lập câu lạc bộ, bài hát đã được ca sĩ kiêm nhạc sĩ người Catalan Joan Manuel Serrat biểu diễn vào cuối lễ hội tại sân vận động Camp Nou. Kể từ mùa giải 2008–09, "Cant del Barça" đã được xuất hiện trên áo thi đấu chính thức của Barcelona.
El Cant del Barça được bật trước khi các trận đấu của Barcelona diễn ra tại Camp Nou, đặc biệt là trong các trận đấu với Real Madrid hoặc trước khi bắt đầu các trận đấu. Bài hát cũng thường được phát để cổ động viên và người hâm mộ cổ vũ, hô vang và ăn mừng chiến thắng.

## Sân vận động

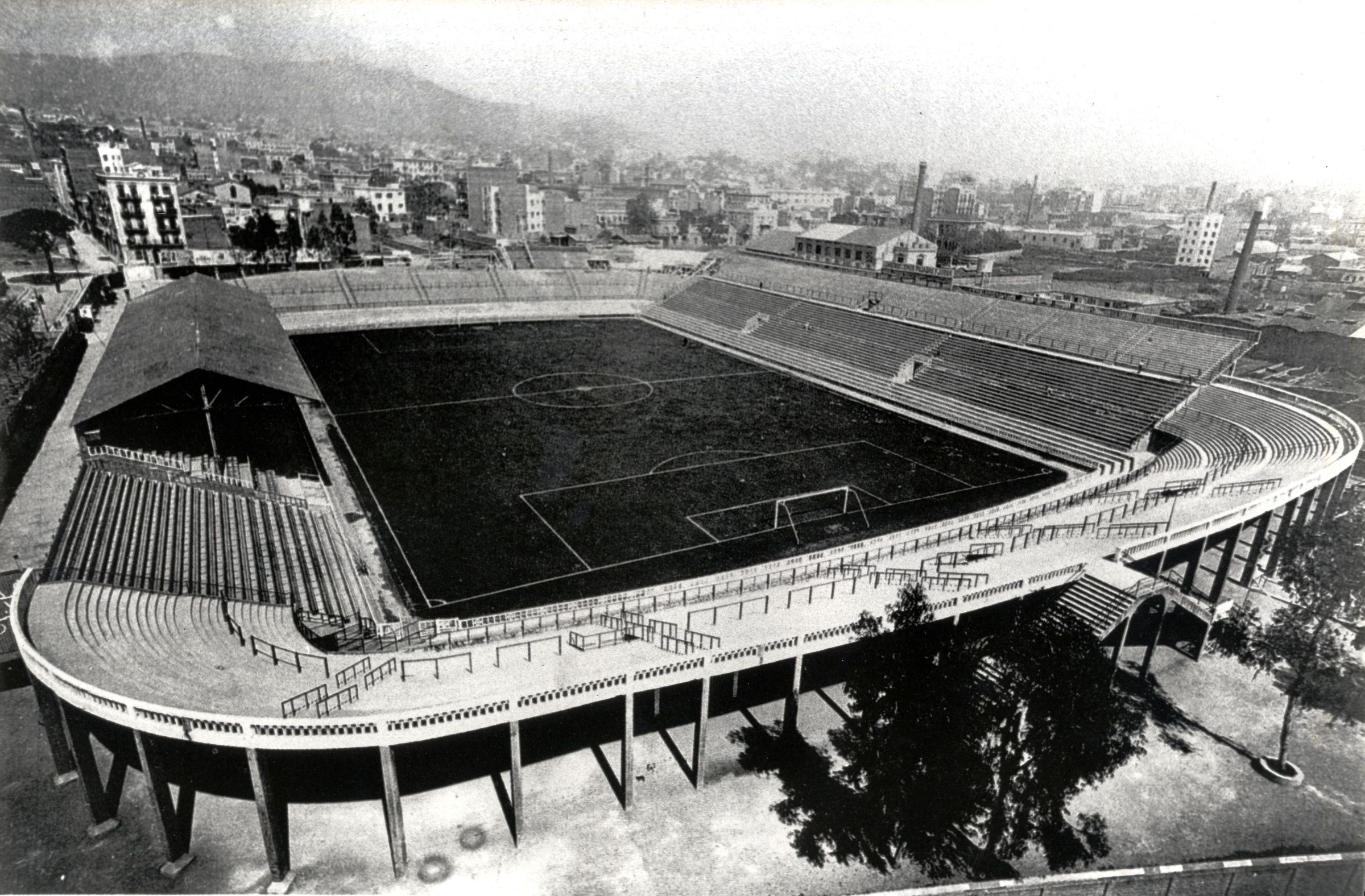
Camp de Les Corts vào năm 1939. Đây là sân nhà của Barcelona cho đến khi câu lạc bộ chuyển đến Camp Nou vào năm 1957.

Barcelona ban đầu chơi ở Camp de la Indústria. Sức chứa khoảng 6.000 người và các quan chức câu lạc bộ cho rằng cơ sở vật chất không đủ cho một câu lạc bộ có số lượng thành viên ngày càng tăng.
Năm 1922, số lượng cổ động viên đã vượt qua con số 20.000 và bằng cách cho câu lạc bộ vay tiền, Barça đã có thể xây dựng Camp de Les Corts lớn hơn, với sức chứa ban đầu là 20.000 khán giả. Sau Nội chiến Tây Ban Nha, câu lạc bộ bắt đầu thu hút nhiều thành viên hơn và số lượng khán giả lớn hơn tại các trận đấu. Điều này dẫn đến một số dự án mở rộng: khán đài năm 1944, khán đài phía nam năm 1946 và cuối cùng là khán đài phía bắc năm 1950. Sau lần mở rộng cuối cùng, Les Corts có thể chứa 60.000 khán giả.
Sau khi việc xây dựng hoàn thành, Les Corts không còn chỗ để mở rộng nữa. Các chức vô địch La Liga liên tiếp vào năm 1948 và 1949 và việc ký hợp đồng với László Kubala vào tháng 6 năm 1950, người sau này đã ghi 196 bàn sau 256 trận, đã thu hút lượng lớn khán giả đến xem các trận đấu. Câu lạc bộ bắt đầu lên kế hoạch cho một sân vận động mới. Việc xây dựng Camp Nou bắt đầu vào ngày 28 tháng 3 năm 1954, trước đám đông 60.000 người hâm mộ Barça. Viên đá đầu tiên của sân vận động tương lai đã được đặt dưới sự bảo trợ của Thống đốc Felipe Acedo Colunga và với sự ban phước của Tổng Giám mục Barcelona Gregorio Modrego. Quá trình xây dựng kéo dài ba năm và kết thúc vào ngày 24 tháng 9 năm 1957 với chi phí cuối cùng là 288 triệu pesetas, vượt 336% so với ngân sách.

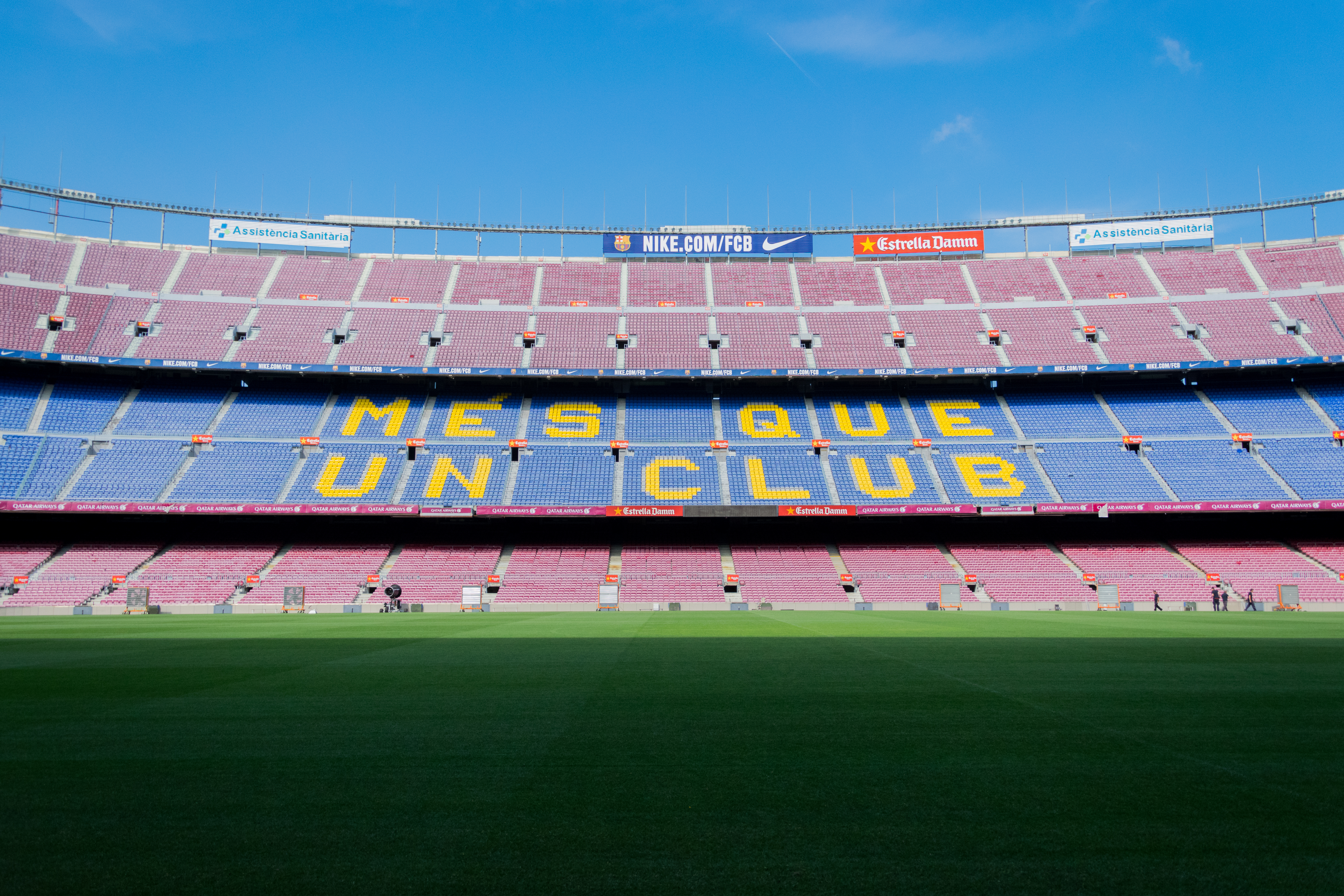
Một trong những khán đài Camp Nou hiển thị phương châm của Barcelona, "Més que un club", có nghĩa là 'Hơn cả một câu lạc bộ'.

Năm 1980, khi sân vận động cần được thiết kế lại để đáp ứng các tiêu chí của UEFA, câu lạc bộ đã quyên góp tiền bằng cách cho những người ủng hộ cơ hội ghi tên họ lên các viên gạch với một khoản phí nhỏ. Ý tưởng này đã được những người ủng hộ yêu thích và hàng nghìn người đã trả phí. Sau đó, điều này trở thành tâm điểm tranh cãi khi các phương tiện truyền thông ở Madrid đưa tin rằng một trong những viên đá được khắc tên của chủ tịch lâu năm của Real Madrid và người ủng hộ Franco, Santiago Bernabéu. Để chuẩn bị cho Thế vận hội Mùa hè 1992, hai tầng ghế ngồi đã được lắp đặt phía trên đường mái trước đó. Sân có sức chứa hiện tại là 99.354, khiến nó trở thành sân vận động lớn nhất ở châu Âu.
Vào tháng 12 năm 2021, kỷ lục 88% thành viên câu lạc bộ đã bỏ phiếu ủng hộ dự án Espai Barça cải tạo cơ sở vật chất thể thao của câu lạc bộ, đây là cuộc trưng cầu dân ý trực tuyến đầu tiên trong lịch sử FC Barcelona. Ban đầu dự kiến hoàn thành vào năm 2021, công việc cải tạo trên Camp Nou bắt đầu vào ngày 1 tháng 6 năm 2023 và hiện dự kiến hoàn thành vào cuối năm 2026, với kinh phí ròng ước tính là 1,5 tỷ euro. Trong thời gian cải tạo, Barcelona sẽ chuyển toàn bộ mùa giải 2023–24 đến Sân vận động Olímpic Lluís Companys ở Montjuïc, dự kiến sẽ trở lại vào tháng 11 năm 2024, với sân vận động vẫn đang thi công.
Ngoài ra còn có các cơ sở khác, bao gồm:
- Ciutat Esportiva Joan Gamper (Sân tập của FC Barcelona)
- Masia-Centre de Formació Oriol Tort (Nơi ở của các cầu thủ trẻ)
- Estadi Johan Cruyff (Sân nhà của đội dự bị, đội nữ, và Juvenil A)
- Palau Blaugrana (Nhà thi đấu thể thao trong nhà FC Barcelona)
- Palau Blaugrana 2 (Nhà thi đấu phụ trong nhà của FC Barcelona)
- Palau de Gel (Sân băng FC Barcelona)

## Danh hiệu
| Hạng     | Giải đấu                      | Số danh hiệu | Mùa giải |
| -------- | ----------------------------- | ------------ | --- |
| Quốc nội | La Liga                       | 27           | 1929, 1944–45, 1947–48, 1948–49, 1951–52, 1952–53, 1958–59, 1959–60, 1973–74, 1984–85, 1990–91, 1991–92, 1992–93, 1993–94, 1997–98, 1998–99, 2004–05, 2005–06, 2008–09, 2009–10, 2010–11, 2012–13, 2014–15, 2015–16, 2017–18, 2018–19, 2022–23    |
| Quốc nội | Copa del Rey                  | 31           | 1910, 1912, 1913, 1920, 1922, 1925, 1926, 1928, 1942, 1951, 1952, 1952–53, 1957, 1958–59, 1962–63, 1967–68, 1970–71, 1977–78, 1980–81, 1982–83, 1987–88, 1989–90, 1996–97, 1997–98, 2008–09, 2011–12, 2014–15, 2015–16, 2016–17, 2017–18, 2020–21 |
| Quốc nội | Supercopa de España           | 15           | 1983, 1991, 1992, 1994, 1996, 2005, 2006, 2009, 2010, 2011, 2013, 2016, 2018, 2022–23, 2025 |
| Quốc nội | Copa Eva Duarte               | 3            | 1948, 1952, 1953 |
| Quốc nội | Copa de la Liga               | 2            | 1983, 1986 |
| Châu lục | UEFA Champions League         | 5            | 1991–92, 2005–06, 2008–09, 2010–11, 2014–15 |
| Châu lục | UEFA Cup Winners' Cup         | 4            | 1978–79, 1981–82, 1988–89, 1996–97 |
| Châu lục | UEFA Super Cup                | 5S           | 1992, 1997, 2009, 2011, 2015 |
| Châu lục | Inter-Cities Fairs Cup        | 3            | 1955–58, 1958–60, 1965–66 |
| Châu lục | Latin Cup                     | 2S           | 1949, 1952 |
| Thế giới | FIFA Club World Cup           | 3            | 2009, 2011, 2015 |
| Khu vực  | Catalan football championship | 23           | 1901–02, 1902–03, 1904–05, 1908–09, 1909–10, 1910–11, 1912–13, 1915–16, 1918–19, 1919–20, 1920–21, 1921–22, 1923–24, 1924–25, 1925–26, 1926–27, 1927–28, 1929–30, 1930–31, 1931–32, 1933–34, 1935–36, 1937–38                                     |
| Khu vực  | Copa Catalunya                | 8            | 1990–91, 1992–93, 1999–2000, 2003–04, 2004–05, 2006–07, 2012–13, 2013–14 |
| Khu vực  | Supercopa de Catalunya        | 2            | 2014, 2018 |

- Kỷ lục
- S Kỷ lục chia sẻ

## Cầu thủ
Các đội Tây Ban Nha được giới hạn ở ba cầu thủ không có quốc tịch EU.  Danh sách đội chỉ bao gồm quốc tịch chính của mỗi cầu thủ; một số cầu thủ không phải người châu Âu trong đội có hai quốc tịch với một quốc gia EU. Ngoài ra, cầu thủ đến từ các nước ACP đã ký kết Thỏa thuận Cotonou không được tính vào hạn ngạch ngoài EU do phán quyết của Kolpak.

### Đội hình hiện tại
Tính đến ngày 25 tháng 7 năm 2025
Ghi chú: Quốc kỳ chỉ đội tuyển quốc gia được xác định rõ trong điều lệ tư cách FIFA. Các cầu thủ có thể giữ hơn một quốc tịch ngoài FIFA.
| Số | VT | Quốc gia    | Cầu thủ                                         |
| -- | -- | ----------- | ----------------------------------------------- |
| 1  | TM | Đức         | Marc-André ter Stegen (đội trưởng)              |
| 2  | HV | Tây Ban Nha | Pau Cubarsí                                     |
| 3  | HV | Tây Ban Nha | Alejandro Balde                                 |
| 4  | HV | Uruguay     | Ronald Araújo (đội phó)                         |
| 6  | TV | Tây Ban Nha | Gavi                                            |
| 7  | TĐ | Tây Ban Nha | Ferran Torres                                   |
| 8  | TV | Tây Ban Nha | Pedri (đội phó 4)                               |
| 9  | TĐ | Ba Lan      | Robert Lewandowski                              |
| 10 | TĐ | Tây Ban Nha | Lamine Yamal                                    |
| 11 | TĐ | Brasil      | Raphinha (đội phó 3)                            |
| 13 | TM | Tây Ban Nha | Iñaki Peña                                      |
| 14 | TĐ | Anh         | Marcus Rashford (cho mượn từ Manchester United) |

| Số | VT | Quốc gia    | Cầu thủ                     |
| -- | -- | ----------- | --------------------------- |
| 15 | HV | Đan Mạch    | Andreas Christensen         |
| 16 | TV | Tây Ban Nha | Fermín López                |
| 17 | TV | Tây Ban Nha | Marc Casadó                 |
| 20 | TV | Tây Ban Nha | Dani Olmo                   |
| 21 | TV | Hà Lan      | Frenkie de Jong (đội phó 2) |
| 23 | HV | Pháp        | Jules Koundé                |
| 24 | HV | Tây Ban Nha | Eric García                 |
| 25 | TM | Ba Lan      | Wojciech Szczęsny           |
| —  | TM | Tây Ban Nha | Joan García                 |
| —  | TV | Tây Ban Nha | Oriol Romeu                 |
| —  | TĐ | Thụy Điển   | Roony Bardghji              |

### Đội hình dự bị
Ghi chú: Quốc kỳ chỉ đội tuyển quốc gia được xác định rõ trong điều lệ tư cách FIFA. Các cầu thủ có thể giữ hơn một quốc tịch ngoài FIFA.
| Số | VT | Quốc gia    | Cầu thủ         |
| -- | -- | ----------- | --------------- |
| 26 | TM | Tây Ban Nha | Ander Astralaga |
| 28 | TV | Tây Ban Nha | Marc Bernal     |
| 32 | HV | Tây Ban Nha | Héctor Fort     |

| Số | VT | Quốc gia    | Cầu thủ         |
| -- | -- | ----------- | --------------- |
| 35 | HV | Tây Ban Nha | Gerard Martín   |
| 36 | HV | Tây Ban Nha | Sergi Domínguez |
| 39 | HV | Tây Ban Nha | Andrés Cuenca   |

### Cho mượn
Ghi chú: Quốc kỳ chỉ đội tuyển quốc gia được xác định rõ trong điều lệ tư cách FIFA. Các cầu thủ có thể giữ hơn một quốc tịch ngoài FIFA.
| Số | VT | Quốc gia    | Cầu thủ                                             |
| -- | -- | ----------- | --------------------------------------------------- |
| —  | HV | Pháp        | Clément Lenglet (tại Atlético Madrid đến 30/6/2025) |
| —  | HV | Tây Ban Nha | Álex Valle (tại Celtic đến 30/6/2025)               |

| Số | VT | Quốc gia    | Cầu thủ                                    |
| -- | -- | ----------- | ------------------------------------------ |
| —  | TV | Tây Ban Nha | Oriol Romeu (tại Girona đến 30/6/2025)     |
| —  | TĐ | Brasil      | Vitor Roque (tại Real Betis đến 30/6/2025) |

## Nhân sự

### Nhân viên kỹ thuật hiện tại

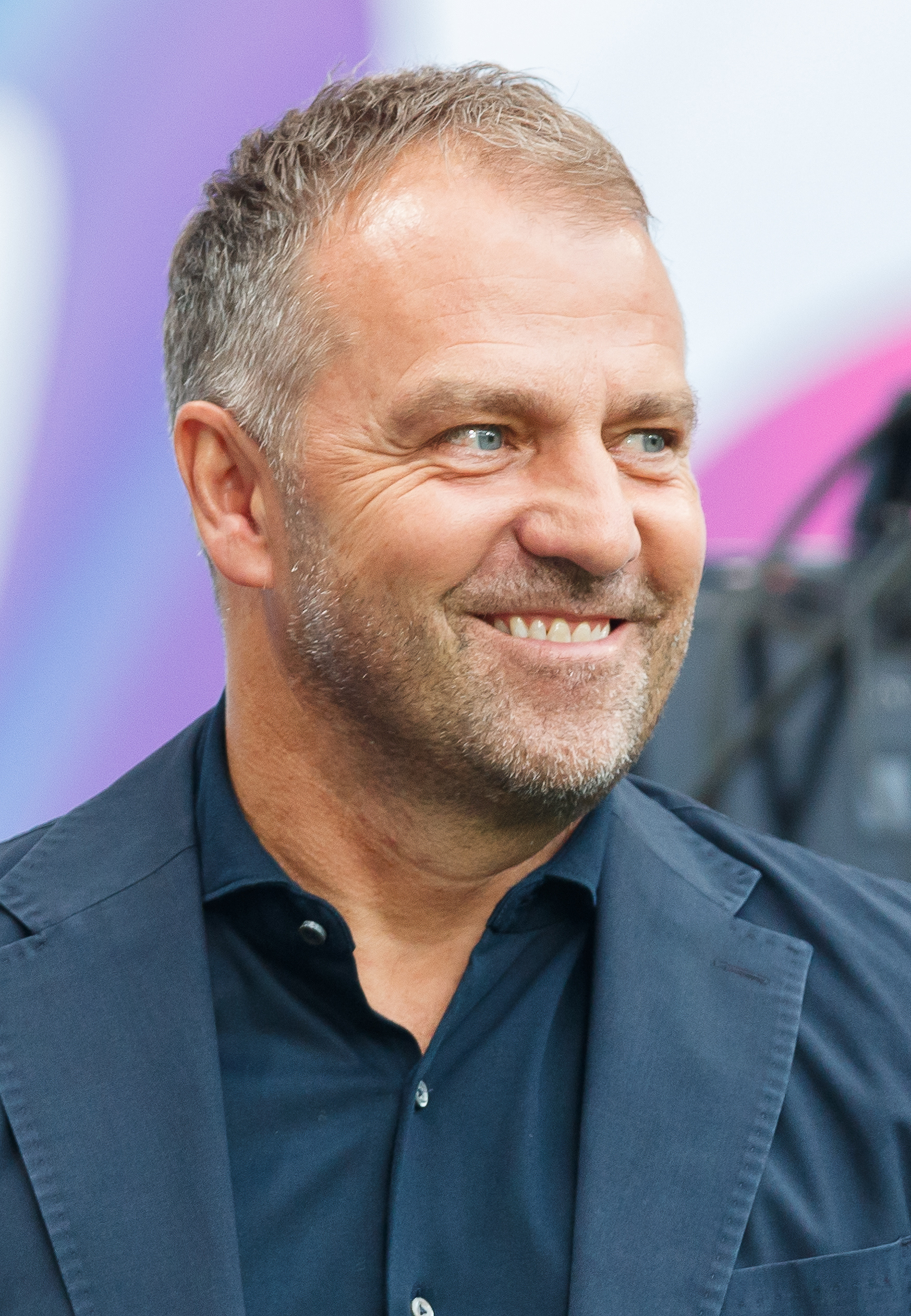
Hansi Flick là huấn luyện viên trưởng hiện tại của Barcelona.

| Chức vụ                  | Tên                                                                                     |
| ------------------------ | --------------------------------------------------------------------------------------- |
| HLV trưởng               | Hansi Flick                                                                             |
| Trợ lý HLV               | Arnau Blanco Marcus Sorg Toni Tapalović Heiko Westermann                                |
| HLV thủ môn              | José Ramón de la Fuente                                                                 |
| HLV trưởng thể hình      | Julio Tous                                                                              |
| HLV thể lực ngoài trời   | Pepe Condé Rafa Maldonado                                                               |
| HLV thể hình và sức mạnh | Germán Fernández                                                                        |
| Nhà phân tích            | Sergio García Toni Lobo David Prats                                                     |
| Nhà vật lý trị liệu      | Juanjo Brau Xavi Linde Xavi López Xavier Elain Jordi Mesalles Sebas Salas Daniel Benito |
| Bác sĩ câu lạc bộ        | Ricard Pruna Xavier Yanguas Daniel Florit                                               |
| Đại diện                 | Carles Naval                                                                            |

Cập nhật lần cuối: ngày 15/8/2024
Nguồn: 

### Quản lý thể thao bóng đá
| Chức vụ                                                        | Tên                           |
| -------------------------------------------------------------- | ----------------------------- |
| Giám đốc bóng đá                                               | Deco                          |
| Điều phối viên bóng đá                                         | Bojan Krkić                   |
| Giám đốc trinh sát                                             | Paulo Araújo                  |
| Giám đốc điều hành                                             | Franc Carbó                   |
| Huấn luyện viên trưởng Barça Atlètic                           | Albert Sánchez                |
| Tổng giám đốc Bóng đá trẻ                                      | José Ramón Alexanko           |
| Điều phối viên bóng đá trẻ                                     | Zigor Alesanco Toni Hernández |
| HLV Juvenil A (U19 A)                                          | Óscar López                   |
| HLV Juvenil B (U19 B)                                          | Pol Planas                    |
| Trưởng phòng FUTBOL 11                                         | Sergi Milà                    |
| Trưởng phòng FUTBOL 7                                          | Marc Serra                    |
| Điều phối viên thủ môn từ Cadet A (U12 A) đến Prebenjamí (U10) | Jesús Unzué                   |

Cập nhật lần cuối: ngày 16/8/2023
Nguồn: FC Barcelona

## Quản lý

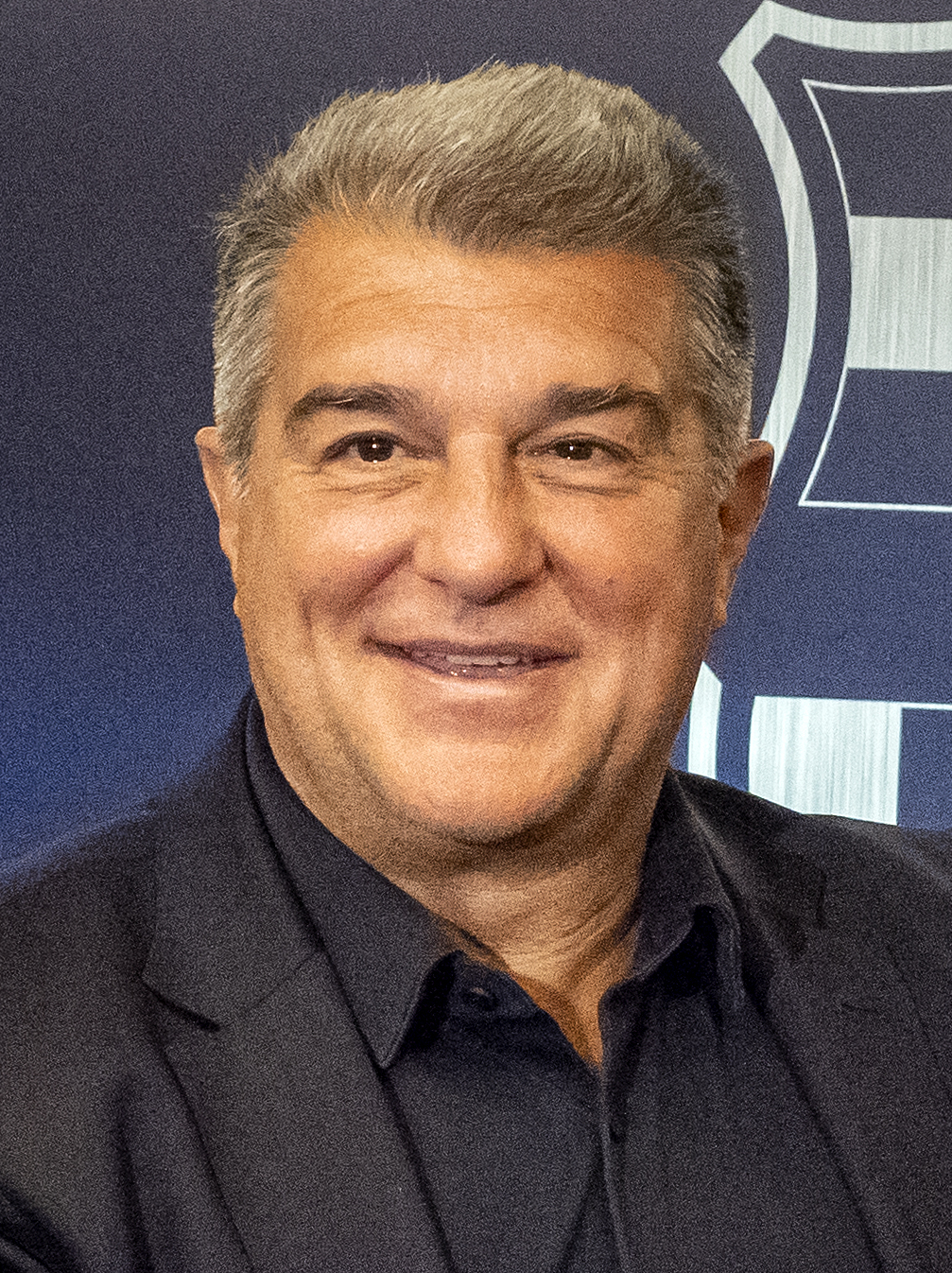
Joan Laporta là chủ tịch câu lạc bộ hiện tại.

| Chức vụ                                                                       | Tên                          |
| ----------------------------------------------------------------------------- | ---------------------------- |
| Chủ tịch                                                                      | Joan Laporta                 |
| Phó Chủ tịch thứ nhất Giám đốc phụ trách lĩnh vực thể thao Giám đốc Quỹ Barça | Rafael Yuste                 |
| Phó Chủ tịch thể chế                                                          | Elena Fort                   |
| Phó Chủ tịch Giám đốc phụ trách lĩnh vực xã hội                               | Antonio Escudero             |
| Phó Chủ tịch Giám đốc phụ trách lĩnh vực Marketing                            | Juli Guiu                    |
| Thủ quỹ                                                                       | Ferran Olivé                 |
| Thư ký Giám đốc phụ trách Bóng rổ                                             | Josep Cubells                |
| Trợ lý Giám đốc Cố vấn đại diện                                               | Josep Maria Albert           |
| Giám đốc phụ trách Khúc côn cầu trên sân                                      | Xavier Barbany               |
| Giám đốc phụ trách An ninh                                                    | Alfons Castro                |
| Giám đốc phụ trách lĩnh vực xã hội                                            | Josep Ignasi Macià           |
| Giám đốc phụ trách Futsal                                                     | Aureli Mas                   |
| Giám đốc phụ trách Bóng đá nữ                                                 | Xavier Puig                  |
| Giám đốc phụ trách môn Bóng ném                                               | Joan Solé                    |
| Giám đốc phụ trách Bóng đá trẻ                                                | Joan Soler                   |
| Thành viên Hội đồng                                                           | Miquel Camps Àngel Riudalbas |
| Chủ tịch Barça Atlétic                                                        | Jordi Casals                 |

Cập nhật lần cuối: ngày 27/3/2024
Nguồn: FC Barcelona

## Điện ảnh
| Năm       | Tiêu đề                                                | Đạo diễn                                |
| --------- | ------------------------------------------------------ | --------------------------------------- |
| 1974      | Barça, 75 năm lịch sử của Câu lạc bộ bóng đá Barcelona | Jordi Feliú                             |
| 1998–1999 | Năm nay một trăm!                                      | Antoni Bassas                           |
| 2014      | Lịch sử của FC Barcelona                               | Santiago Gargallo                       |
| 2018      | Gamper, người phát minh ra Barça                       | Jordi Ferrerons                         |
| 2019      | La Sagi, người tiên phong của Barca                    | Francesc Escribano và Josep Serra Mateu |

## Sách tham khảo
- Arnaud, Pierre; Riordan, James (1998). Sport and international politics. Taylor & Francis. ISBN 978-0-419-21440-3.
- Ball, Phill (2003). Morbo: The Story of Spanish Football. WSC Books Limited. ISBN 978-0-9540134-6-2.
- Burns, Jimmy (1998). Barça: A People's Passion. Bloomsbury Publishing. ISBN 978-0-7475-4554-5.
- Chadwick, Simon; Arthur, Dave (2007). International cases in the business of sport. Butterworth-Heinemann. ISBN 978-0-7506-8543-6.
- Desbordes, Michael (2007). Marketing and football: an international perspective. Butterworth-Heinemann. ISBN 978-0-7506-8204-6.
- Dobson, Stephen; Goddard, John A. (2001). The economics of football. Cambridge University Press. ISBN 978-0-521-66158-4.
- Eaude, Michael (2008). Catalonia: a cultural history. Oxford University Press. ISBN 978-0-19-532797-7.
- Ferrand, Alain; McCarthy, Scott (2008). Marketing the Sports Organisation: Building Networks and Relationships. Taylor & Francis. ISBN 978-0-415-45329-5.
- Fisk, Peter (2008). Business Genius: A More Inspired Approach to Business Growth. John Wiley and Sons. ISBN 978-1-84112-790-3.
- Ghemawat, Pankaj (2007). Redefining global strategy: crossing borders in a world where differences still matter. Harvard Business Press. tr. 2. ISBN 978-1-59139-866-0.
- Farred, Grant (2008). Long distance love: a passion for football. Temple University Press. ISBN 978-1-59213-374-1.
- Ferrand, Alain; McCarthy, Scott (2008). Marketing the Sports Organisation: Building Networks and Relationships. Taylor & Francis. ISBN 978-0-415-45329-5.
- King, Anthony (2003). The European ritual: football in the new Europe. Ashgate Publishing, Ltd. ISBN 978-0-7546-3652-6.
- Kleiner-Liebau, Désirée (2009). Migration and the Construction of National Identity in Spain. Quyển 15. Iberoamericana Editorial. ISBN 978-84-8489-476-6.
- Murray, Bill (1998). The world's game: a history of soccer. University of Illinois Press. ISBN 978-0-252-06718-1.
- Peterson, Marc (2009). The Integrity of the Game and Shareholdings in European Football Clubs. GRIN Verlag. ISBN 978-3-640-43109-0.
- Raguer, Hilari (2007). The Catholic Church and the Spanish Civil War. Quyển 11. Routledge. ISBN 978-0-415-31889-1.
- Shubert, Adrian (1990). A social history of modern Spain. Routledge. ISBN 978-0-415-09083-4.
- Snyder, John (2001). Soccer's most wanted: the top 10 book of clumsy keepers, clever crosses, and outlandish oddities. Brassey's. ISBN 978-1-57488-365-7.
- Spaaij, Ramón (2006). Understanding football hooliganism: a comparison of six Western European football clubs. Amsterdam University Press. ISBN 978-90-5629-445-8.
- Witzig, Richard (2006). The Global Art of Soccer. CusiBoy Publishing. ISBN 978-0-9776688-0-9.